# Tanzania
Tanzania, oficialmente la República Unida de Tanzania (en suajili, Jamhuri ya Muungano wa Tanzania; en inglés, United Republic of Tanzania), es un país situado en la costa este de África Central. Limita al norte con Kenia y Uganda, al oeste con Ruanda, Burundi, la República Democrática del Congo, con el cual no tiene una frontera terrestre, ya que el lago Tanganica los divide, al sur con Zambia, Malaui (con el que mantiene una reclamación territorial sobre el lago Malaui), Mozambique y al este con el océano Índico. Su capital es Dodoma y su ciudad más poblada es Dar es-Salam, sede de gobierno y centro del poder político del país. El nombre del país proviene de la unión de las palabras «Tanganica» y «Zanzíbar». 
La actual República Unida de Tanzania nació el 26 de abril de 1964, cuando Tanganica, que había formado la colonia alemana del África Oriental Alemana y luego pasó a manos británicas al finalizar la Primera Guerra Mundial, se independizó el 9 de diciembre de 1961 y la República de Zanzíbar, la cual logró su independencia de la Corona británica el 10 de diciembre de 1963, uniéndose en un solo Estado. El país no ha experimentado grandes conflictos internos desde la independencia y es visto como uno de los más seguros y políticamente estables del continente. Tanzania es un estado de partido único de facto con el partido socialista democrático Chama Cha Mapinduzi en el poder.
Tanzania se caracteriza, diferenciándose así de sus vecinos, por su resistencia a la dominación colonial británica y por incorporar como lengua oficial principal al suajili, un idioma del este de África. El país ha impulsado una serie de reformas que todavía falta por completar: plantea un Estado independiente propio, autónomo y soberano basado en los valores africanos, de ahí la importancia del suajili como lengua oficial como forma de unir al pueblo tanzano.

## Etimología
El nombre "Tanzania" se creó como un compuesto recortado de los nombres de las dos entidades que se unieron para crear el país: Tanganica y Zanzíbar. Se compone de las tres primeras letras de los nombres de los dos estados ("Tan" y "Zan") y el sufijo "ia" para formar Tanzania.
El nombre "Tanganica" deriva de las palabras suajili tanga ("navegar") y nyika ("llanura deshabitada", "desierto"), creando la frase "navegar en el desierto". A veces se entiende como una referencia al lago Tanganica.
El nombre de Zanzíbar procede de "zenji", el nombre de un pueblo local (se dice que significa "negro"), y de la palabra árabe "barr", que significa costa u orilla.

## Historia

### Prehistoria

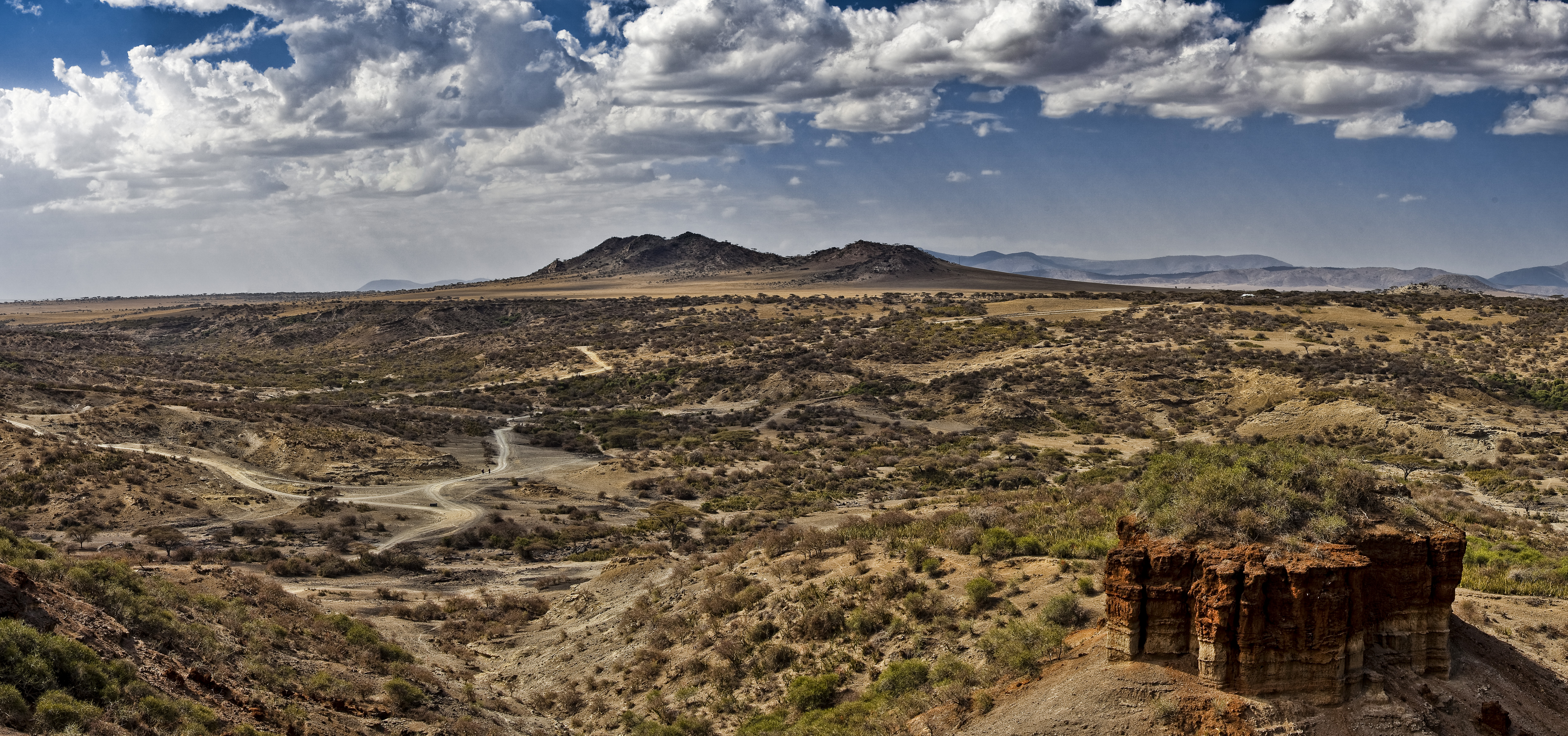
La Garganta de Olduvai, en el norte de Tanzania, es considerada la cuna de la Humanidad.

En Tanzania se han encontrado algunos de los asentamientos humanos más antiguos, incluidos los de la garganta de Olduvai donde se han encontrado las huellas humanas más antiguas (3,6 millones de años) en Laetoli. En esta garganta se encontraron restos de Australopithecus y Paranthropus.

### Comerciantes índicos
Desde antaño, Tanzania recibió la visita de comerciantes extranjeros, primero persas y luego árabes (que llamaron a la Tanzania continental Azania, 'Tierra de negros'). Estos buscaban especialmente especias, esclavos y marfil, y con el tiempo acabaron fundando colonias en la costa como la isla de Zanzíbar, Kilwa o Pemba, que servían de puerto de embarco y desembarco de todo tipo de mercancías y finalmente acabaron convirtiéndose en una serie de pequeños sultanatos independientes habitados por mestizos árabo-africanos. En el siglo XVI, Portugal conquistó Zanzíbar y dominó la región durante dos siglos. En el siglo XVIII, la costa fue anexada por Omán, aunque en 1861 se independizó como un sultanato con capital en Zanzíbar, gobernado por la dinastía Omani. En las décadas siguientes, Zanzíbar entró en decadencia debido a la competencia de los tratantes europeos y hubo que evacuar poco a poco sus dominios en las costas del continente. Finalmente, la isla de Zanzíbar pasó a formar parte del Imperio británico en 1896, tras una guerra de 38 minutos, la más corta de la historia.

### Colonialismo europeo

#### Portugueses
Los primeros occidentales en llegar al actual territorio de Tanzania fueron los portugueses. A finales del siglo XV, Portugal buscó establecerse en particular en la búsqueda del oro del Reino de Quiloa que venía del interior. Portugal conquistó Zanzíbar y Quiloa y dominó la región durante dos siglos. Portugal se ha aliado con varias tribus, a saber, los zimba, garantizando así cierta estabilidad en el continente y apoyo militar. En Zanzíbar, se mantuvo al rey local, que era un súbdito del rey de Portugal pagando tributo.

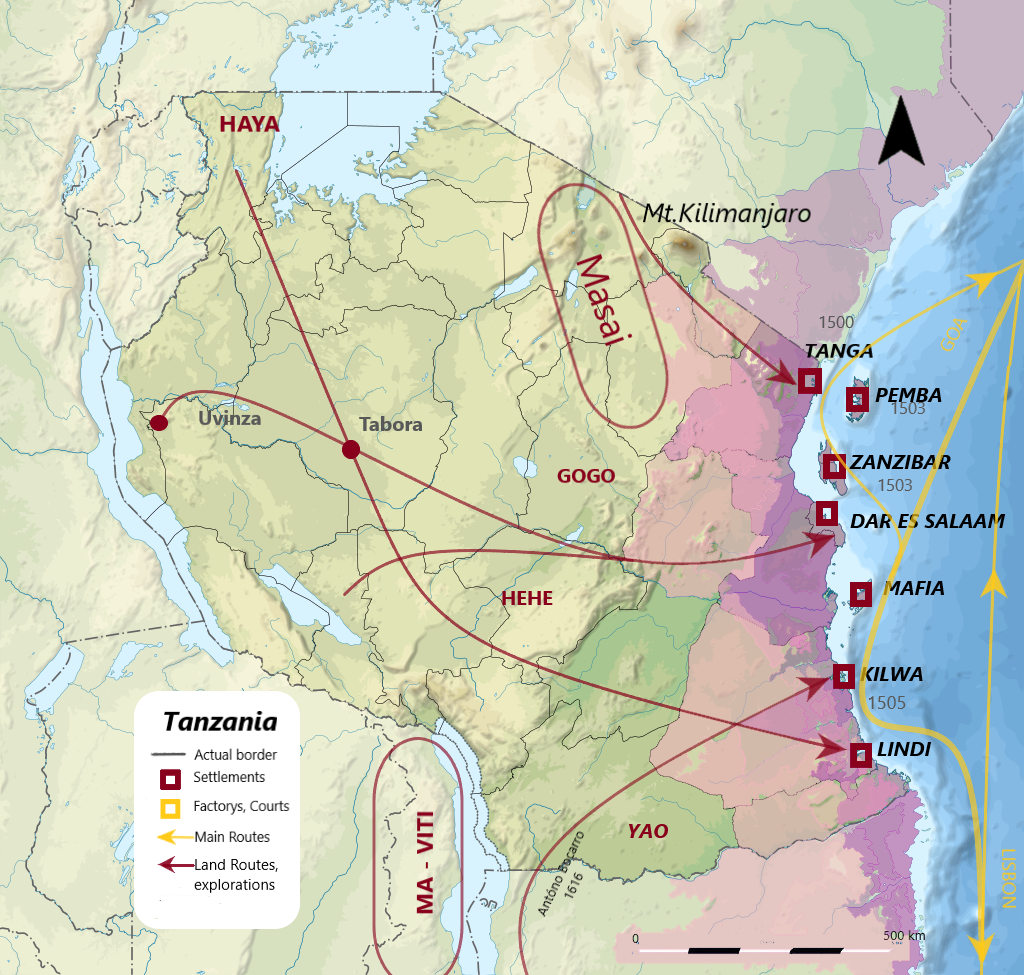
Imperio portugués en Tanzania de 1498 a 1730. Asentamientos y rutas comerciales.

Toda la costa y las islas de Pemba (donde hoy se practican rituales taurinos) y la Mafia hasta la actual frontera de Mozambique estuvieron dominadas por los portugueses hasta la invasión de Omán de 1698. Portugal estuvo presente hasta 1730, pero se retiró a lo que es actualmente Mozambique.

#### Alemanes y británicos
La parte continental de la actual Tanzania fue adjudicada a Alemania durante la Conferencia de Berlín (1884-1885). En virtud de ello, se creó la colonia del África Oriental Alemana, también conocida como Tanganica, que incluía, además de la mayor parte de Tanzania, los actuales estados de Ruanda y Burundi. En 1905, la rebelión de los maji maji contra el gobierno colonial alemán se resolvió con represión generalizada contra la población, matanzas masivas y hambrunas en las cuales perecieron 300 000 africanos.
El dominio alemán se estableció rápidamente sobre Bagamoyo, Dar es Salaam y Kilwa. Oscar Baumann fue enviado a explorar Masailand y Urundi. Durante su expedición descubrió el nacimiento del río Kagera, el Nilo Alexandra. Las caravanas de Tom von Prince, Wilhelm Langheld, Emin Pasha y Charles Stokes fueron enviadas a dominar "la calle de las caravanas"[cita requerida] La revuelta abushiri de 1888 fue sofocada con ayuda británica al año siguiente. En 1890, Londres y Berlín concluyeron el Tratado Heligoland-Zanzíbar, que otorgaba Heligoland a Alemania y decidía la frontera entre la colonia alemana y el Protectorado de África Oriental controlado por Gran Bretaña, aunque los límites exactos permanecieron sin determinar hasta 1910.
La Deutsch-Ostafrikanische Gesellschaft (DOAG),  contaba con el respaldo del Imperio Alemán y amplió el área de sus reivindicaciones ganadas mediante "tratados de protección". Esta expansión se topó con la protesta del gobierno de Zanzíbar, que dominaba la costa del continente africano oriental entre Mozambique y Somalia y reclamaba también el interior hasta la región del Congo, pero en la que tenía poca influencia lejos de las rutas de las caravanas. 

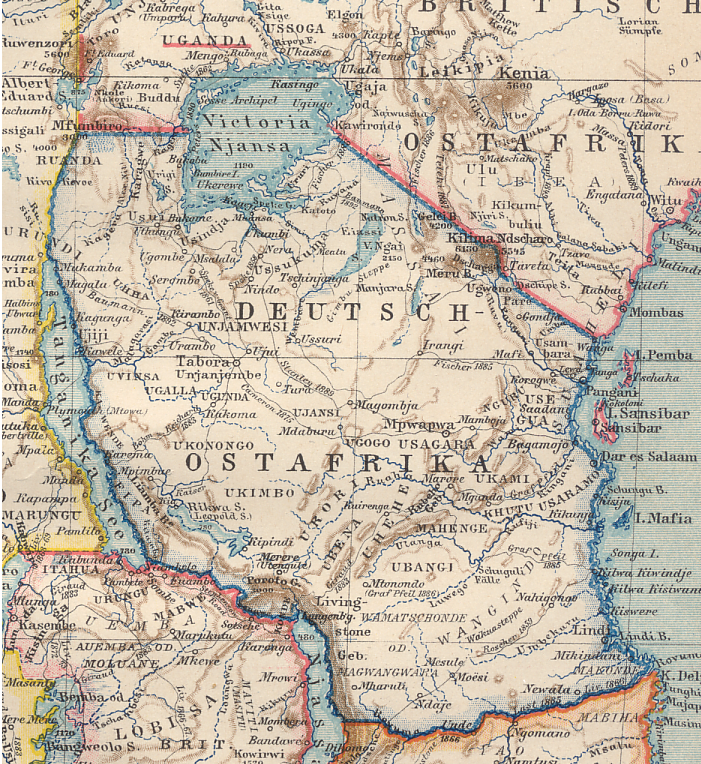
Mapa de la África Oriental Alemana en 1894 (incluyendo la mayor parte de la actuales Tanzania, Burundi y Ruanda)

El 27 de abril de 1885 dirigió una nota de protesta al Emperador y reforzó sus tropas en el continente. Bismarck envió entonces una escuadra naval al mando del almirante Knorr a Zanzíbar, a pesar de sus serios recelos, y obligó así al Sultán a reconocer las adquisiciones de DOAG. Al mismo tiempo, DOAG también intentó adquirir toda la costa somalí entre Buur Gaabo y Aluula.
Al año siguiente, Alemania y Reino Unido llegaron a un acuerdo sobre la delimitación de sus esferas de influencia en África Oriental en el Acuerdo Británico-Alemán del 1 de noviembre de 1886; en este acuerdo se acordó el reconocimiento de la soberanía de Zanzíbar y las posesiones del Sultán se limitaron a una franja de 10 millas de ancho de tierra firme entre Kionga y la desembocadura del río Tana, unas pocas ciudades en Somalia y las islas de Zanzíbar, Pemba, Mafia y Lamu. [Al mismo tiempo, la parte británica prometió utilizar su influencia ante el sultán para que aceptara arrendar la administración portuaria de Daressalaam y Pangani al DOAG - sin acceso al mar, el valor de las adquisiciones en tierra firme era muy limitado.

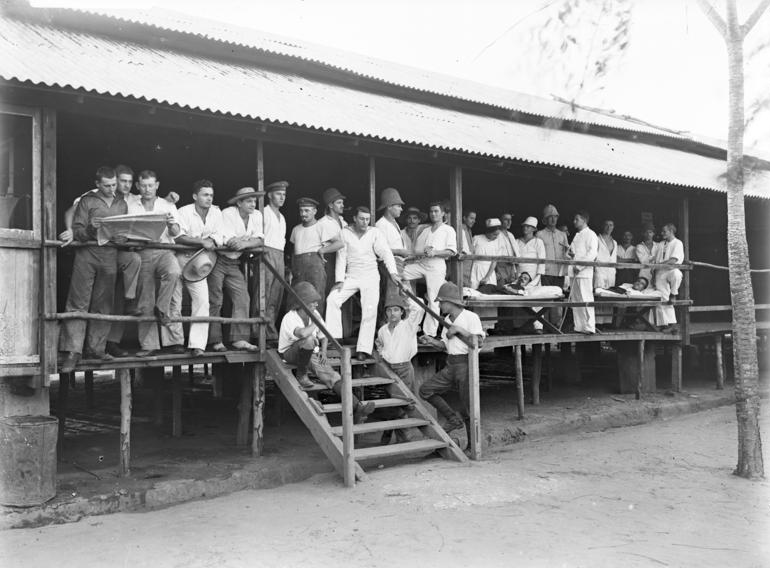
Colonos Alemanes que trabajaban en el Kaiserliches Gouvernements-Krankenhaus (Hospital del Gobierno Imperial) entre 1914 y 1918

Basándose en este acuerdo germano-británico, que puso al sultán bajo presión, Peters consiguió en 1887 concluir un contrato con el sultán para la administración de toda la franja costera de Zanzíbar entre los dos ríos Umba y Rovuma. Según este contrato, DOAG debía asumir la administración del territorio continental de Zanzíbar y la recaudación de los derechos de aduana costeros en nombre del Sultán a cambio de un pago anual de arrendamiento.
Cuando el tratado entró en vigor en 1888, se produjo un levantamiento inmediato de gran parte de la población costera bajo el mando de Bushiri bin Salim, desde Tanga en el norte hasta Lindi en el sur, contra los intentos de ocupación alemana (la llamada Revuelta Árabe). El laxo gobierno del DOAG se derrumbó y sólo mediante el uso de marines alemanes se pudieron mantener las estaciones de Bagamoyo y Daressalaam.
Como resultado, el gobierno alemán envió a Hermann Wissmann, un joven oficial con experiencia africana, a África Oriental como Reichskommissar. Con la ayuda de una fuerza mercenaria de oficiales alemanes, así como de sudaneses y zulúes, lograron sofocar la revuelta. El líder de la revuelta, Buschiri bin Salim, fue ejecutado el 15 de diciembre de 1889. Ante la opinión pública, la intervención del Reich se presentó como una medida contra el tráfico de esclavos árabes, emprendida de acuerdo con las disposiciones legales internacionales del Acta del Congo. De hecho, la trata de esclavos en África Oriental, dominada por los árabes y de la que habían sido víctimas cientos de miles de personas a lo largo de los siglos, fue suprimida con éxito por los alemanes y los británicos a largo plazo.

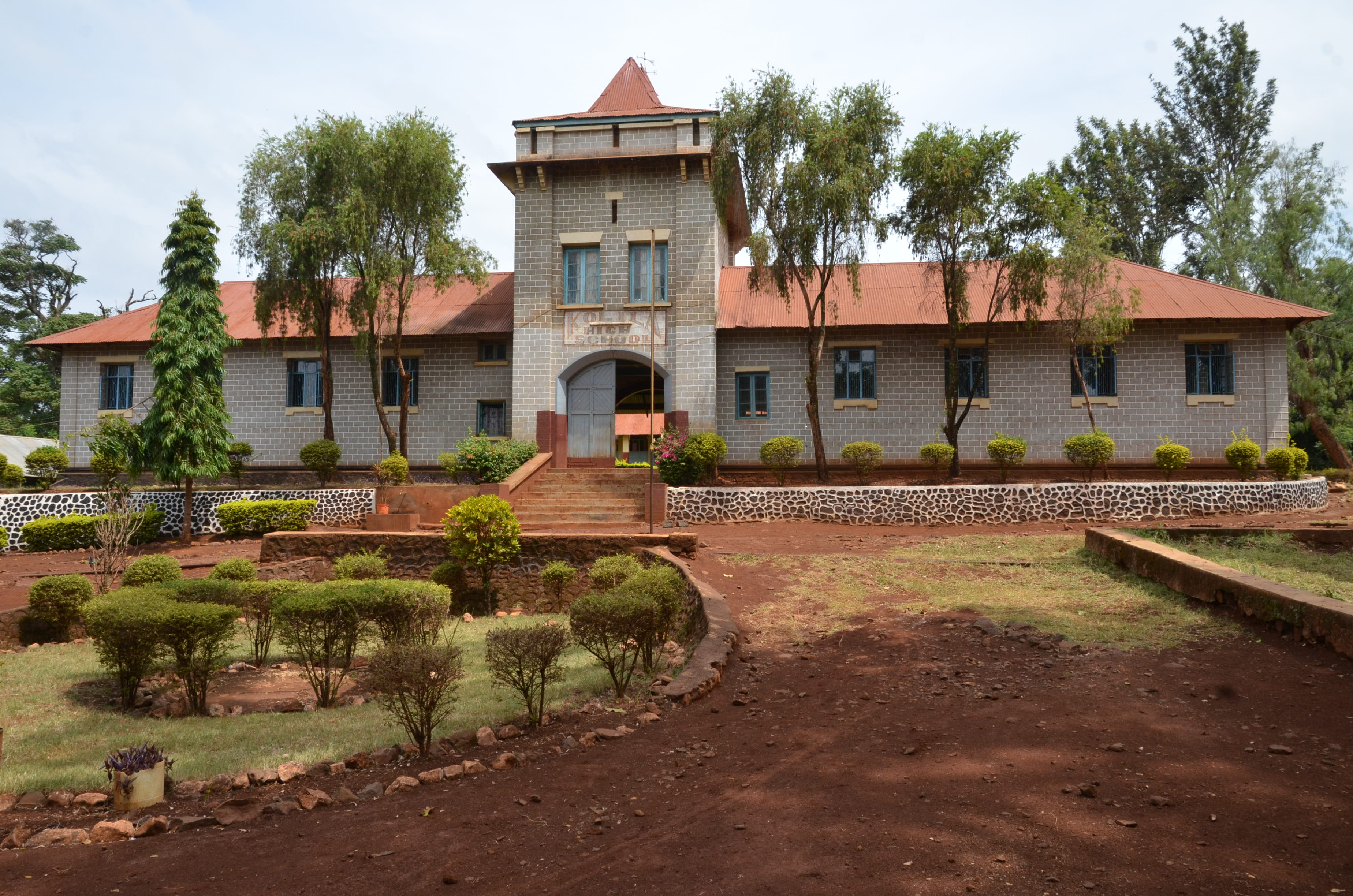
Edificio de la antigua guarnición alemana de la Schutztruppe (tropas coloniales imperiales alemanas) ahora una escuela secundaria en Tanzania

Aunque el dominio de DOAG en la costa ya había terminado, Peters viajó de nuevo al interior para concluir tratados en la zona del lago Victoria. En febrero de 1890, también llegó a un acuerdo con el gobernante de Buganda.
De hecho, con la llegada del Reichskommissar Wissmann, el control ya había pasado al Estado alemán. Durante 1890 se negociaron las disposiciones en virtud de las cuales el Reich también se haría cargo formalmente de las reclamaciones de propiedad del DOAG.
El 1 de julio de 1890, Alemania y Gran Bretaña firmaron el Tratado Heligoland-Zanzíbar. El tratado regulaba la cesión al Imperio Alemán de la isla de Heligoland, situada en el Mar del Norte, y de la franja de Caprivi (hoy parte de Namibia), mientras que Wituland (hoy parte de Kenia) y las reivindicaciones sobre Uganda se cedían a Gran Bretaña. El gobierno puso así fin definitivamente a los esfuerzos de Peters, que entretanto había intentado seguir ampliando el territorio DOAG mediante la firma de tratados con el Kabaka de Buganda. La zona al oeste del lago Tanganica, para la que Paul Reichard había solicitado la protección imperial, ya había sido reconocida como parte del Estado del Congo.
Tras un conflicto fronterizo con Portugal, en 1894 sólo se anexionó el pequeño triángulo de Kionga, en el extremo sureste del protectorado.
El África Oriental Alemana fue la única colonia germana en África que resistió las invasiones británicas durante la I Guerra Mundial gracias al genio militar del general Paul von Lettow-Vorbeck, pero al final de la guerra, tras la firma del Tratado de Versalles (1919) se entregó la mayor parte de Tanganica a Gran Bretaña, y Ruanda y Burundi a Bélgica.

### Independencia

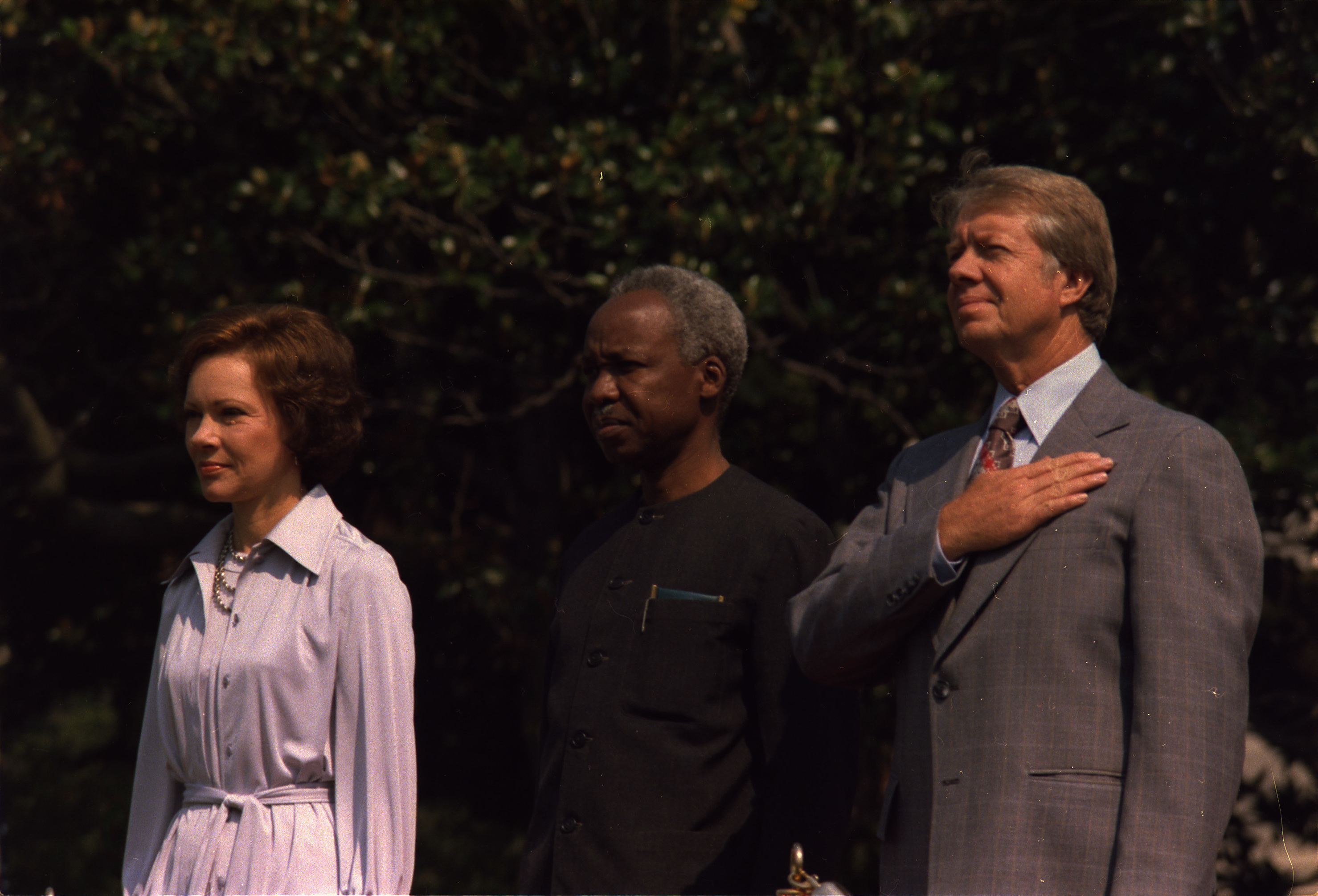
El primer presidente de Tanzania, Julius Nyerere, con el presidente estadounidense Jimmy Carter y la primera dama Rosalynn Carter en 1977.

Los británicos administraron Tanganica hasta 1961, año en que se independizó pacíficamente y se convirtió en una república bajo el gobierno del moderado Julius Kambarage Nyerere, líder de la Unión Nacional Africana de Tanganica (TANU). Por su parte, Zanzíbar fue evacuado por los británicos dos años más tarde y se convirtió en un país independiente bajo el gobierno de Sheikh Abeid Amani Karume y el partido izquierdista Afro-Shirazi, después de derrocar al sultán. Tanganica y Zanzíbar negociaron una unificación de ambos estados que recibió el nombre de Tanzania, realizada en 1964.
Deseoso de acelerar la emancipación de los africanos del mundo occidental, inspirado por las experiencias comunistas en China, Nyerere se comprometió con una política socialista. En febrero de 1967, en la Declaración de Arusha, definió los principios y doctrinas que quería que siguiera el país. Según el ideal de Nyerere, el socialismo africano debe conducir a la creación de una sociedad igualitaria, justa y solidaria, que encuentre en sus propios recursos los medios de su autosuficiencia. La educación es la primera prioridad. Hay que decir que había una necesidad urgente en este campo: en aquella época, Tanzania sólo producía 120 licenciados al año. 
Las primeras medidas concretas para aplicar esta política no se hicieron esperar. Se nacionalizan las principales industrias y empresas de servicios, se suben los impuestos para garantizar una mayor distribución de la riqueza y se suprime la discriminación racial. Los mayores cambios se produjeron en la agricultura, el principal sector económico del país. Las comunidades de aldea llamadas Ujamaas, o cofradías, se organizaban según principios colectivistas. Los incentivos financieros fomentan la formación de cooperativas. 
Durante estos años, Tanzania recibió ayuda de China, a pesar de ser un país en desarrollo. Con ayuda china se construyó en 1975 el ferrocarril TAZARA de Dar-es-Salaam a Zambia.
En política exterior, Tanzania apoya a la guerrilla lumumbista en el Congo y la Organización para la Unidad Africana establece su sede en Dar es Salaam, y varios movimientos revolucionarios tienen representación en el país (ANC, ZANU, SWAPO, MPLA y FRELIMO). Al mismo tiempo, las relaciones con los países occidentales se deterioraron; en 1965 Tanzania rompió relaciones con el Reino Unido y expulsó a las tropas británicas del país en reacción al apoyo de Londres a un régimen segregacionista en Rodesia, mientras que Alemania Occidental rompió sus propias relaciones con Tanzania tras la apertura de una embajada de Alemania Oriental en el país. Se cortó la ayuda económica de algunos países occidentales. Por otra parte, las fuerzas coloniales portuguesas bombardearon el sur del país para cortar las rutas de suministro del FRELIMO mozambiqueño, apoyado por el gobierno de Julius Nyerere. 
A pesar de las dificultades económicas, el país está en paz y recibe muchos refugiados de países vecinos en guerra o que huyen del régimen de Idi Amin Dada en Uganda. Nyerere se negó a que la política de africanización de la administración favoreciera únicamente a los tanzanos y permitió el acceso de extranjeros a los empleos públicos. Muchos también obtuvieron la ciudadanía tanzana, incluidos los refugiados blancos. 
En 1979, Tanzania tuvo una guerra contra Uganda, después de que Uganda, liderada por Idi Amin, invadiera y tratara de anexar Kagera, una provincia del norte del país. Tanzania primero expulsó las fuerzas invasoras y luego invadió la propia Uganda. El 11 de abril de 1979 las fuerzas tanzanas junto con las guerrillas ugandesas y ruandesas tomaron la capital, Kampala, y forzaron al dictador Idi Amin a exiliarse. La guerra, sin embargo, arruinó Tanzania.
En octubre de 1995, Tanzania celebró sus primeras elecciones multipartidistas. El anterior partido en el poder, Chama Cha Mapinduzi (CCM), ganó holgadamente las elecciones y su candidato Benjamin Mkapa juró el cargo de presidente de la República Unida de Tanzania el 23 de noviembre de 1995. En noviembre de 2015 John Magufuli fue elegido presidente para un periodo de cinco años. Magufuli falleció en 2021 y lo sucedió la vicepresidenta Samia Suluhu.

## Gobierno y política

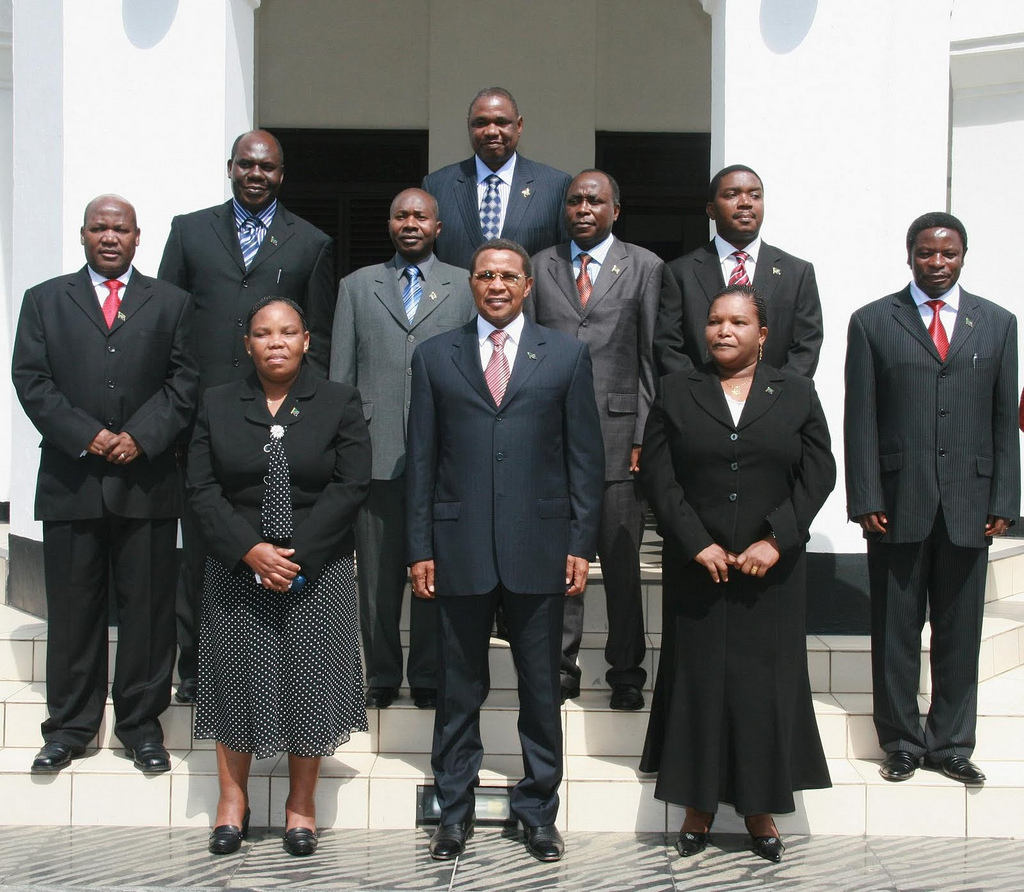
Jakaya Mrisho Kikwete, presidente entre 2005 y 2015, y los miembros de su gobierno.

El Partido Revolucionario, sucesor del TANU de Nyerere, y su filosofía de socialismo africano mantienen el predominio sobre el gobierno. En 1977 se aprobó la creación de otros partidos en Tanzania, hecho que se terminó de definir bajo el gobierno de Ali Hassan Mwinyi, sucesor en 1985 de Nyerere.
La forma de Gobierno en Tanzania es una República con presidente, elegido por un periodo de cinco años, y con dos vicepresidentes. Los vicepresidentes deben ser uno, presidente de Zanzíbar, y otro, primer ministro. La Asamblea Nacional es de 291 miembros y la Cámara de Representantes de Zanzíbar de 75 miembros.
La actual presidenta es Samia Suluhu.

### Sistema de Gobierno
Tanzania es un Estado unipartidista con el partido Chama Cha Mapinduzi (CCM) en el poder. Desde su formación hasta 1992, fue el único partido legalmente permitido en el país. Esto cambió el 1 de julio de 1992, cuando se modificó la Constitución. Este partido lleva en el poder desde la independencia en 1961, y es el partido gobernante más longevo de África.

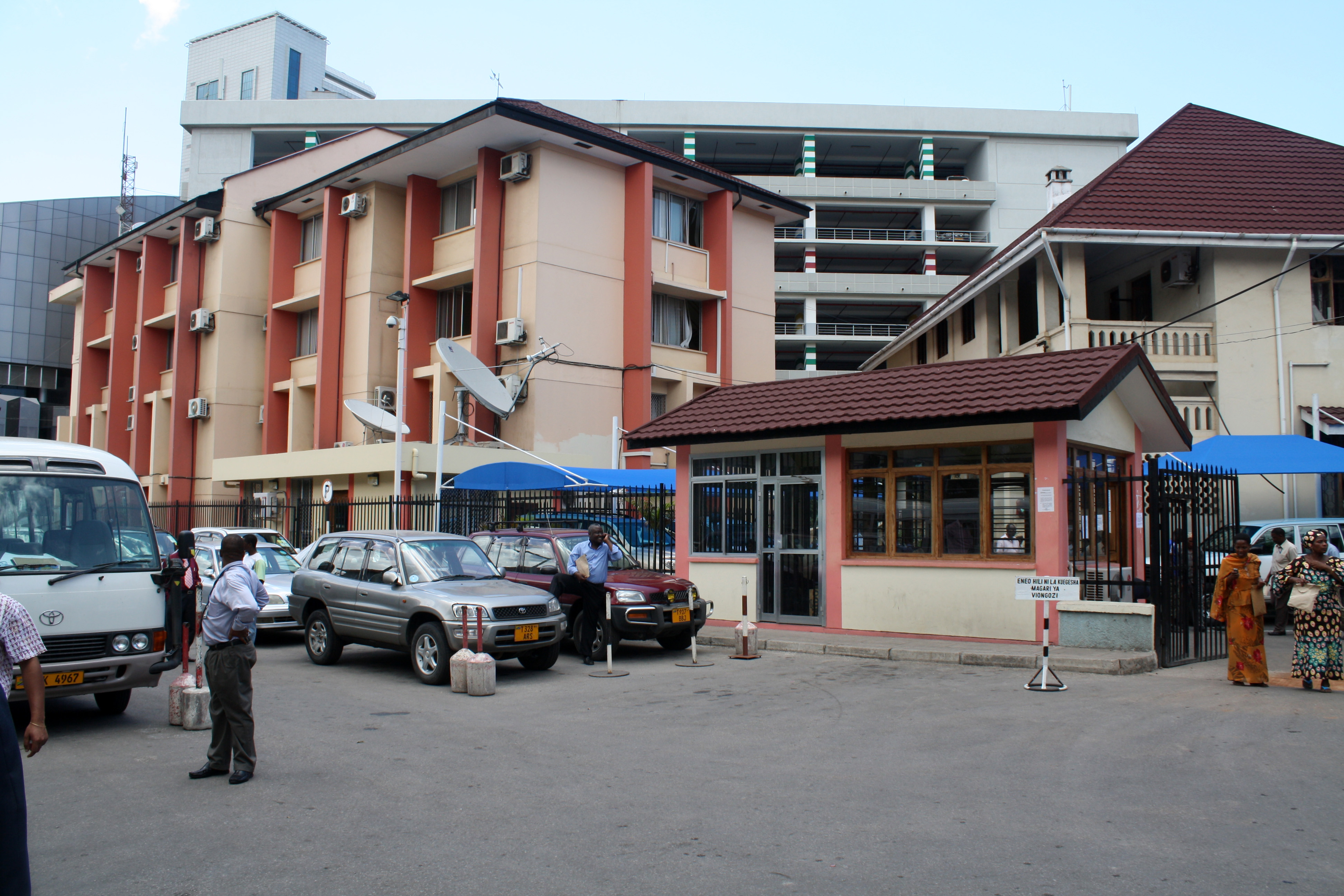
Ministerio de Finanzas de Tanzania

John Magufuli ganó las elecciones presidenciales de octubre de 2015 y se aseguró una mayoría de dos tercios en el Parlamento. El principal partido de la oposición en Tanzania desde el multipartidismo en 1992 se llama Chama cha Demokrasia na Maendeleo (Chadema) (en suajili, "Partido para la Democracia y el Progreso"). El líder del partido Chadema es Freeman Mbowe.
En Zanzíbar, estado semiautónomo del país, la Alianza por el Cambio y la Transparencia-Wazalendois (ACT-Wazalendo) se considera el principal partido político de la oposición. La Constitución de Zanzíbar exige que el partido que quede segundo en las urnas se una a una coalición con el partido ganador. ACT-Wazalendo se unió a un gobierno de coalición con el partido gobernante de las islas, Chama Cha Mapinduzi, en diciembre de 2020, después de que Zanzíbar disputara las elecciones.
En noviembre de 2020, Magufuli volvió a ser declarado ganador para su segundo mandato como presidente. Se sospechó de fraude electoral. La comisión electoral nacional anunció que Magufuli había recibido el 84%, unos 12,5 millones de votos, y el principal candidato de la oposición, Tundu Lissu, el 13%, unos 1,9 millones de votos.
En marzo de 2021, se anunció que Magufuli había fallecido mientras ocupaba el cargo, por lo que su vicepresidenta, Samia Suluhu Hassan, se convirtió en la nueva gobernante del país.

### Gobierno de Zanzíbar
La autoridad legislativa en Zanzíbar sobre todos los asuntos no sindicales corresponde a la Cámara de Representantes (según la constitución de Tanzania) o el Consejo Legislativo (según la constitución de Zanzíbar).
El Consejo Legislativo consta de dos partes: el Presidente de Zanzíbar y la Cámara de Representantes. El presidente es el jefe de Gobierno de Zanzíbar y el presidente del Consejo Revolucionario, en el que está investido el poder ejecutivo de Zanzíbar. Zanzíbar tiene dos vicepresidentes, siendo el primero del principal partido de la oposición en la Cámara. El segundo pertenece al partido en el poder y es el líder de los asuntos de gobierno en la Cámara.
El presidente y los miembros de la Cámara de Representantes tienen mandatos de cinco años y pueden ser elegidos para un segundo mandato.
El presidente elige a los ministros de entre los miembros de la Cámara de Representantes, Los ministros se asignan en función del número de escaños obtenidos por los partidos políticos. El Consejo Revolucionario está compuesto por el presidente, los dos vicepresidentes, todos los ministros, el fiscal general de Zanzíbar y otros miembros de la Cámara que el presidente considere oportunos.
La Cámara de Representantes está compuesta por miembros electos, diez miembros nombrados por el presidente, todos los comisarios regionales de Zanzíbar, el fiscal general y miembros femeninos designados, cuyo número debe ser igual al 30% de los miembros electos. La Cámara determina el número de sus miembros electos. siendo la Comisión Electoral de Zanzíbar la que determina los límites de cada circunscripción electoral. En 2013, la Cámara contaba con 81 miembros: cincuenta miembros electos, cinco comisarios regionales, el fiscal general, diez miembros nombrados por el presidente y quince mujeres designadas.

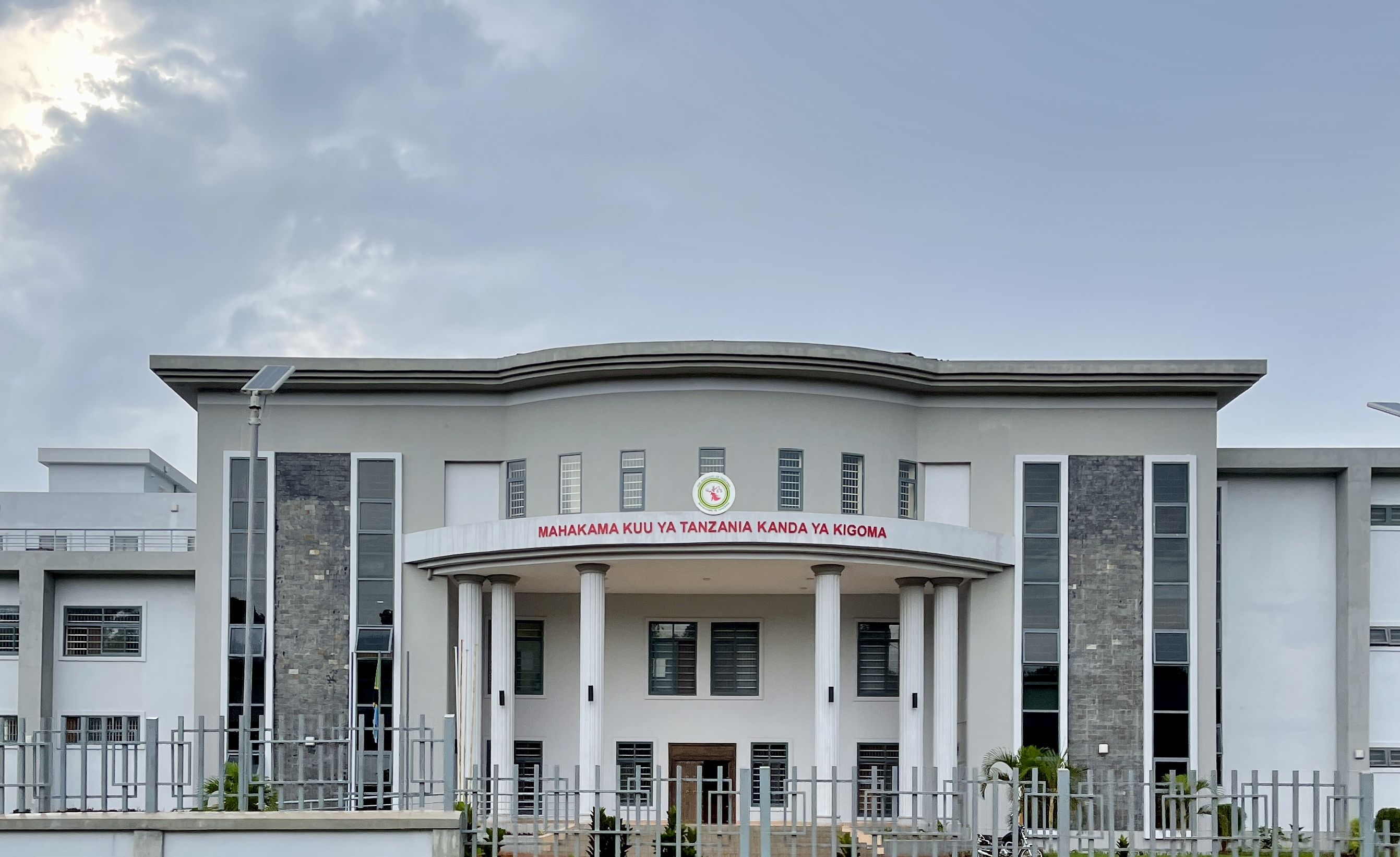
Tribunal Superior de la Región de Kigoma

### Poder Judicial
El sistema jurídico de Tanzania se basa en el derecho consuetudinario inglés. El sistema es diferente para la región de Zanzíbar
Tanzania tiene un sistema judicial de cuatro niveles: en el territorio continental, los tribunales de menor rango son los Tribunales Primarios; en Zanzíbar, los tribunales de menor rango son los Tribunales de Kadhi para asuntos de familia islámicos y los Tribunales Primarios para el resto de los casos; en el territorio continental, la apelación se realiza ante los Tribunales de Distrito o los Tribunales de Magistrados Residentes; en Zanzíbar, la apelación se realiza ante los Tribunales de Apelación de Kadhi para asuntos de familia islámicos y los Tribunales de Magistrados Residentes. En Zanzíbar, se apela ante los Tribunales de Apelación de Kadhi para asuntos de familia islámicos y ante los Tribunales de Magistrados para todos los demás casos. Desde allí, se apela ante el Tribunal Superior de Tanzania continental o de Zanzíbar. Desde el Tribunal Superior de Zanzíbar no se puede apelar en asuntos de familia islámicos. En caso contrario, el recurso final es ante el Tribunal de Apelación de Tanzania.
El Tribunal Superior de Tanzania continental tiene tres divisiones - comercial, laboral y territorial - y 15 zonas geográficas. El Tribunal Superior de Zanzíbar tiene una división industrial, que conoce únicamente de los litigios laborales.
Los jueces continentales y sindicales son nombrados por el presidente del Tribunal Supremo de Tanzania, excepto los del Tribunal de Apelación y del Tribunal Superior, que son nombrados por el Presidente de Tanzania.
Tanzania es parte del Estatuto de Roma de la Corte Penal Internacional.

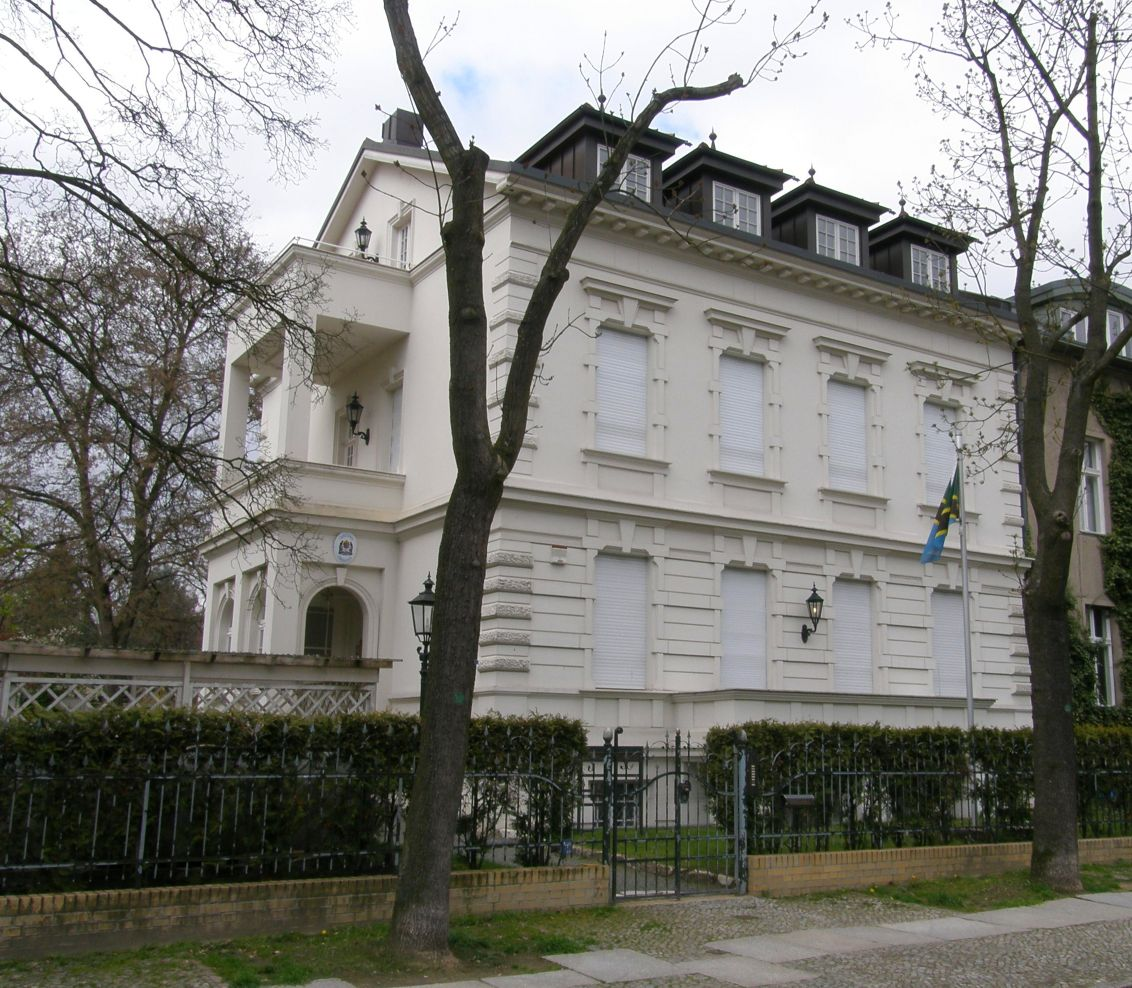
Embajada de Tanzania en Berlín, Alemania

### Política Exterior
La política exterior de Tanzania paso por un proceso de revisión para sustituir a la llamada Nueva Política Exterior de 2001, que fue la primera política exterior oficial de Tanzania. Antes de 2001, la política exterior tanzana estaba dictada por las diversas declaraciones presidenciales de Mwalimu Nyerere, concretamente la Circular n.º 2 de 1964, la Declaración de Arusha, y la Política de Asuntos Exteriores de 1967.
Estas declaraciones habían centrado la política exterior principalmente en la independencia y la soberanía, los derechos humanos y la unidad africana. La actual Nueva Política Exterior de 2001 se estableció para abordar mejor el final del colonialismo y la guerra fría, la globalización, la economía de mercado y la liberalización, y el Estado multipartidista de Tanzania. Su principal objetivo es la diplomacia económica y el desarrollo.
La Nueva Política Exterior de 2001, que se sigue utilizando en la actualidad, se basa en 7 principios: soberanía, liberalismo, buena vecindad, unidad africana, no alineación, diplomacia económica y cooperación global para el desarrollo económico y la paz. 
Los objetivos principales son la protección y promoción de los intereses culturales y económicos, el establecimiento de relaciones con otras naciones impulsadas por el interés económico, la autosuficiencia económica, la paz interna y global y la integración política y económica regional.

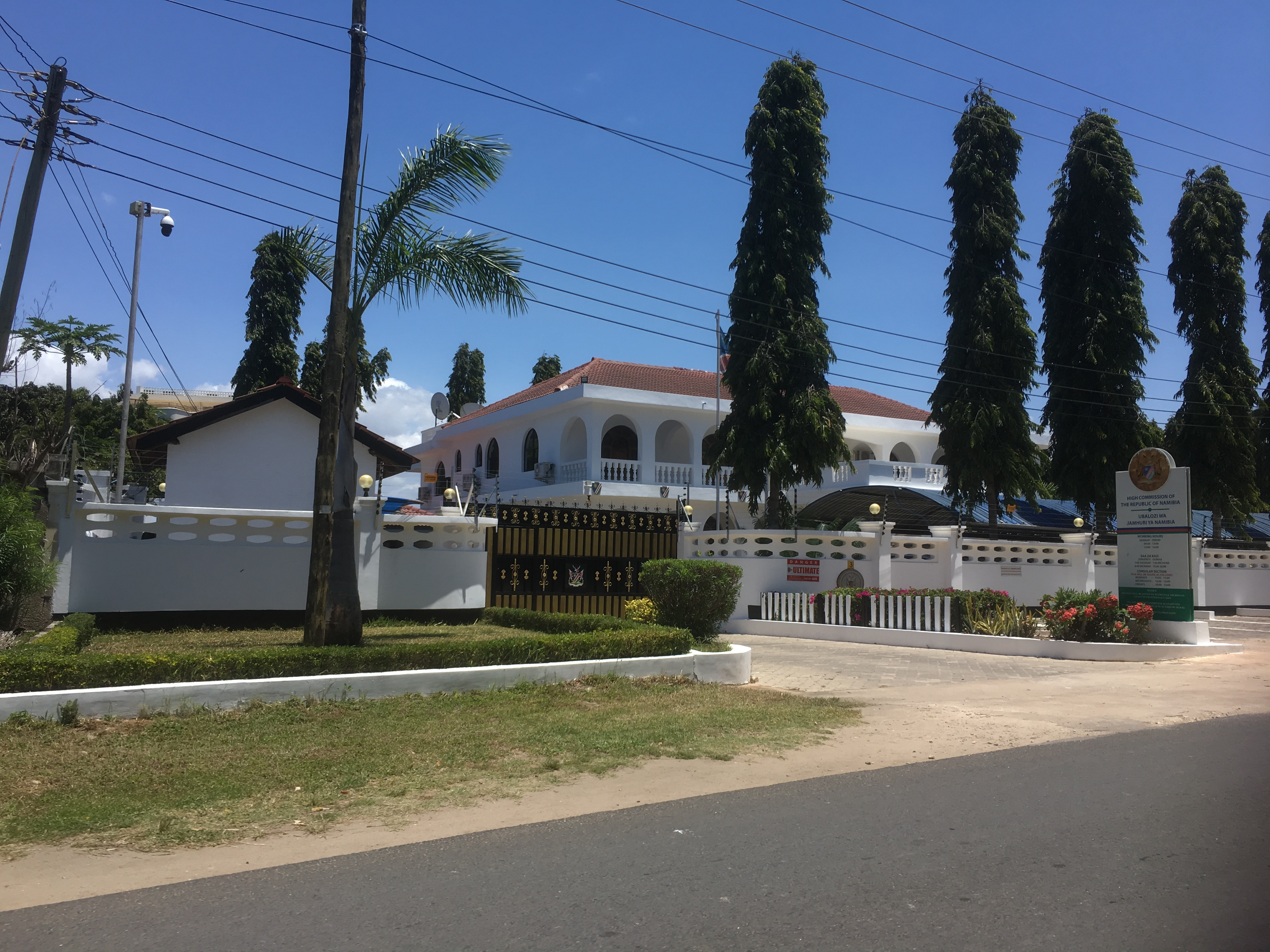
Embajada de Namibia en Tanzania

El gobierno de la sexta fase está llevando a cabo una revisión de lal política exterior. La ministra de Asuntos Exteriores, Liberata Mulamula, en su momento declaró que las nuevas políticas mantendrán la prioridad y la no alineación de la política de 2001, al tiempo que se establecen como prioridades adicionales el cambio climático y la reorientación de la diplomacia económica con un mayor enfoque en las exportaciones de valor añadido y la economía digital.

### Aplicación de la ley
La aplicación de la ley en Tanzania es principalmente responsabilidad de la Fuerza de Policía de Tanzania dentro de los 947.303 kilómetros cuadrados (365.756 millas cuadradas) de jurisdicción nacional de Tanzania. El cuerpo, dirigido por el Ministerio del Interior, está dividido en cinco departamentos. Cada departamento está dirigido por un comisario.

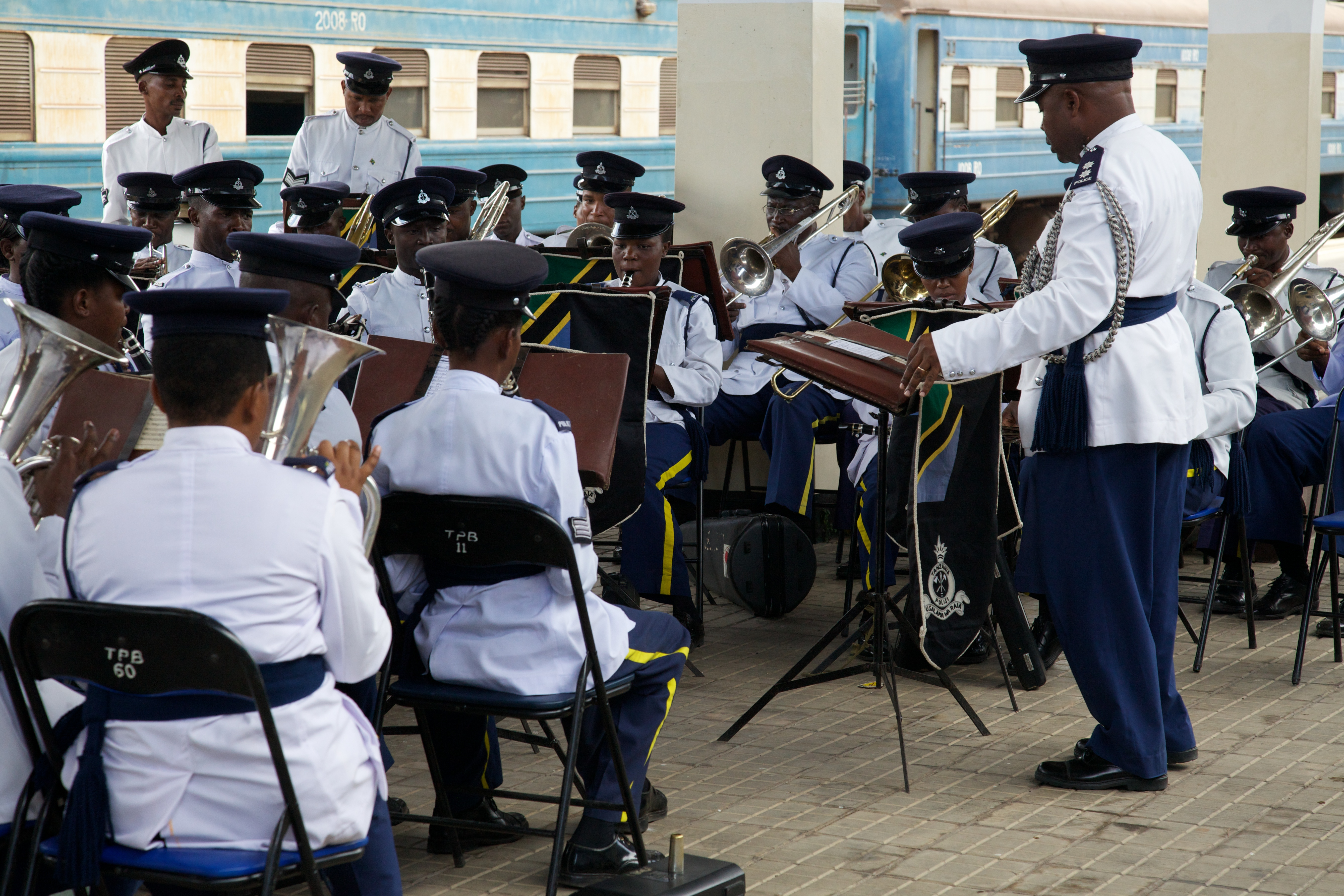
Banda de música de la policía de Tanzania

La policía posee diversas divisiones administrativas:
- Administración/Gestión de recursos
- Operaciones
- Investigación Criminal
- Zona Especial de Policía de Dar es Salam
- Policía de Zanzíbar
- Supervisión

La supervisión de la fuerza es compartida por el Secretario Principal del Ministerio de Policía y el Inspector General de Policía. Tanto el secretario principal como el inspector general dirigen los asuntos internos mediante tribunales y otras medidas que se consideren oportunas.
La Academia de Policía de Tanzania es responsabilidad del Cuerpo de Policía de Tanzania, que imparte formación en cuatro zonas de ese país africano. Las zonas comunes son el municipio de Moshi, en la región del Kilimanjaro, la región de Dodoma, la región de Dar es Salaam, la región de Mwanza y las islas Zanzíbar. El cuerpo, dirigido por el Ministerio del Interior, está dividido en cinco departamentos. Cada departamento está dirigido por un comisario.

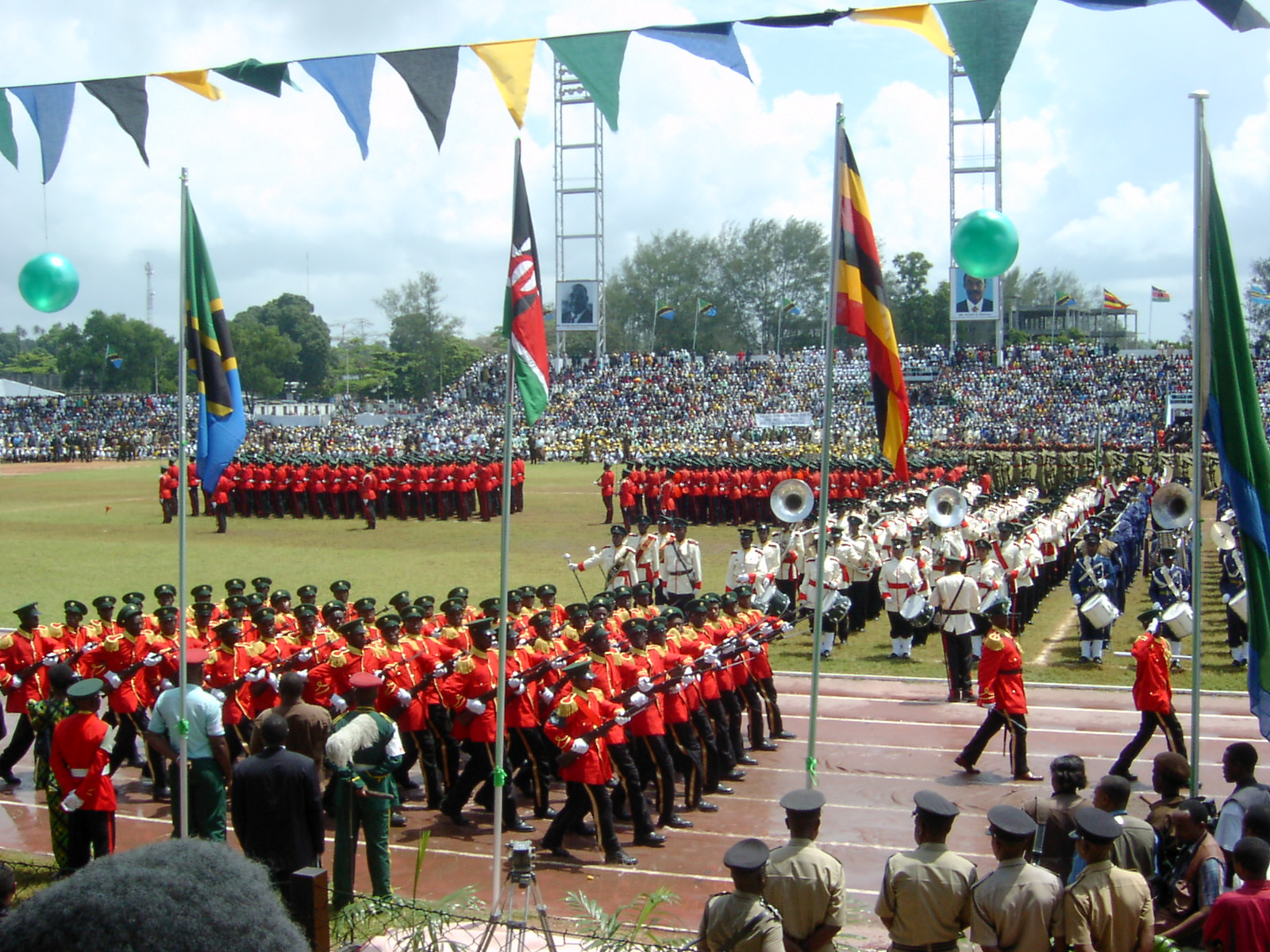
Las Fuerzas de Defensa del Pueblo de Tanzania durante un Desfile Militar

### Defensa
Las Fuerzas de Defensa del Pueblo de Tanzania (TPDF) (en suajili: Jeshi la Wananchi wa Tanzania (JWTZ)) son las fuerzas armadas de Tanzania, que operan como una fuerza popular bajo control civil. Se compone de cinco ramas o comandos: Fuerza Terrestre (ejército), Fuerza Aérea, Mando Naval, Servicio Nacional, Cuartel General (MMJ). Los ciudadanos tanzanos pueden presentarse voluntarios al servicio militar a partir de los 15 años, y a los 18 años para el servicio militar nacional obligatorio al graduarse de la escuela secundaria superior. En 2004, el servicio militar obligatorio era de 2 años.
Tras un motín abortado en enero de 1964, se disolvió el ejército existente.La nueva fuerza se denominó "Fuerza Militar de Tanganica", del 25 de enero de 1964 al 26 de abril de 1964. El gobierno tanzano llegó a la conclusión de que el antiguo modelo británico no era apropiado para las necesidades de un estado africano independiente. Se reclutaron nuevos soldados de la sección juvenil de la Unión Nacional Africana de Tanganica. Tras la fusión de Tanganica y Zanzíbar, la fuerza pasó a llamarse Fuerza Militar de la República Unida a partir del 27 de abril de 1964.

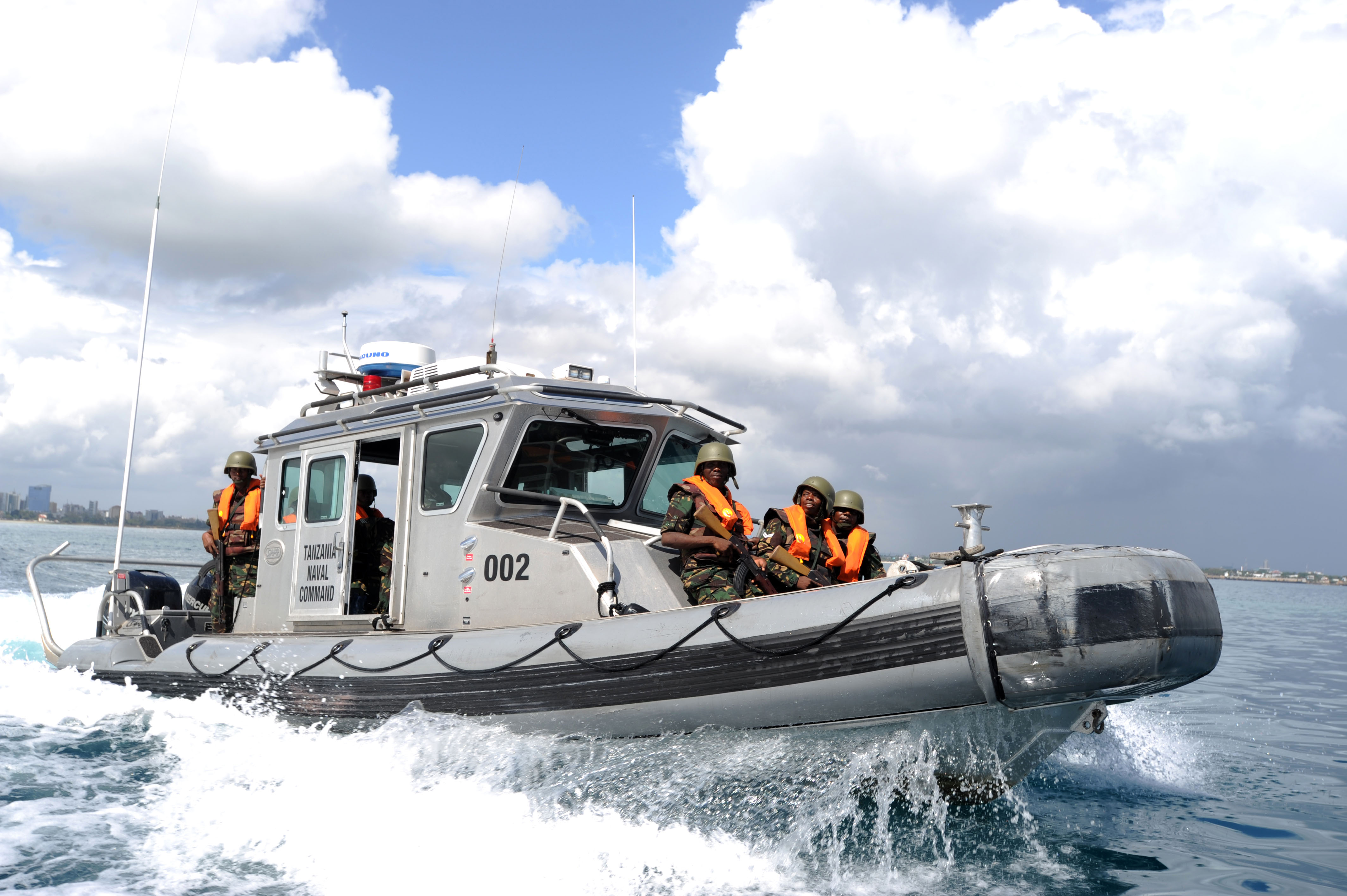
Un Bote de la Armada de Tanzania

La guerra estalló entre Uganda y Tanzania en octubre de 1978, con varios ataques ugandeses a través de la frontera que culminaron en una invasión del saliente de Kagera. El presidente Julius Nyerere ordenó a Tanzania que emprendiera una movilización total para la guerra. En pocas semanas, el ejército tanzano pasó de menos de 40.000 soldados a más de 150.000, incluidos unos 40.000 milicianos, así como miembros de la policía, los servicios penitenciarios y el servicio nacional. En diciembre, los combates se limitaron principalmente a la "guerra de trincheras" a lo largo de la frontera, marcada por enfrentamientos esporádicos y ataques aéreos. A principios de enero de 1979, todas las tropas ugandesas habían sido expulsadas de Kagera.
En 1992, según el IISS, el ejército contaba con 45.000 efectivos (unos 20.000 reclutas), 3 cuarteles generales de división, 8 brigadas de infantería, una brigada de tanques, dos batallones de artillería de campaña, dos batallones de artillería antiaérea (6 baterías), dos batallones de mortero, dos batallones antitanque, un regimiento de ingenieros (del tamaño de un batallón) y un batallón de misiles tierra-aire con SA-3 y SA-6 El equipo incluía 30 carros de combate chinos Tipo 59 y 32 carros de combate principales T-54/55.
En 2007 Tanzania prometió fuerzas para la Brigada de Reserva de la SADC de la Fuerza Africana de Reserva.

### Derechos humanos
En materia de derechos humanos, respecto a la pertenencia a los siete organismos de la Carta Internacional de Derechos Humanos, que incluyen al Comité de Derechos Humanos (HRC), Tanzania ha firmado o ratificado:
| Tanzania | Tratados internacionales | Tratados internacionales  | Tratados internacionales | Tratados internacionales  | Tratados internacionales  | Tratados internacionales | Tratados internacionales    | Tratados internacionales | Tratados internacionales | Tratados internacionales  | Tratados internacionales  | Tratados internacionales | Tratados internacionales | Tratados internacionales | Tratados internacionales | Tratados internacionales  | Tratados internacionales | Tratados internacionales |
| --- | ------------------------ | ------------------------- | ------------------------ | ------------------------- | ------------------------- | ------------------------ | --------------------------- | --- | ------------------------ | ------------------------- | ------------------------- | --- | ------------------------ | ------------------------ | ------------------------ | ------------------------- | --- | --- |
| Tanzania | CESCR                    | CESCR                     | CCPR                     | CCPR                      | CCPR                      | CERD                     | CED                         | CEDAW | CEDAW                    | CAT                       | CAT                       | CRC | CRC                      | CRC                      | CRC                      | MWC                       | CRPD | CRPD |
| Tanzania | CESCR                    | CESCR-OP                  | CCPR                     | CCPR-OP1                  | CCPR-OP2-DP               | CERD                     | CED                         | CEDAW | CEDAW-OP                 | CAT                       | CAT-OP                    | CRC | CRC-OP-AC                | CRC-OP-SC                | CRC-OP-CP                | MWC                       | CRPD | CRPD-OP |
| Pertenencia | Firmado y ratificado.    | Ni firmado ni ratificado. | Firmado y ratificado.    | Ni firmado ni ratificado. | Ni firmado ni ratificado. | Firmado y ratificado.    | Firmado pero no ratificado. | Tanzania ha reconocido la competencia de recibir y procesar comunicaciones individuales por parte de los órganos competentes. | Firmado y ratificado.    | Ni firmado ni ratificado. | Ni firmado ni ratificado. | Tanzania ha reconocido la competencia de recibir y procesar comunicaciones individuales por parte de los órganos competentes. | Firmado y ratificado.    | Firmado y ratificado.    | Sin información.         | Ni firmado ni ratificado. | Tanzania ha reconocido la competencia de recibir y procesar comunicaciones individuales por parte de los órganos competentes. | Tanzania ha reconocido la competencia de recibir y procesar comunicaciones individuales por parte de los órganos competentes. |
| Firmado y ratificado, firmado, pero no ratificado, ni firmado ni ratificado, sin información, ha accedido a firmar y ratificar el órgano en cuestión, pero también reconoce la competencia de recibir y procesar comunicaciones individuales por parte de los órganos competentes. |                          |                           |                          |                           |                           |                          |                             | |                          |                           |                           | |                          |                          |                          |                           | | |

En toda Tanzania, los actos sexuales entre hombres son ilegales y conllevan una pena máxima de cadena perpetua. Según una encuesta del Pew Research Centre de 2007, el 95% de los tanzanos creía que la homosexualidad no debía ser aceptada por la sociedad.
Las personas con albinismo que viven en Tanzania a menudo son atacadas, asesinadas o mutiladas debido a supersticiones relacionadas con la práctica de magia negra conocida como muti, que dice que las partes del cuerpo de los albinos tienen propiedades mágicas. Tanzania tiene la mayor incidencia de esta violación de los derechos humanos entre los 27 países africanos donde se sabe que se practica el llamado muti.
En diciembre de 2019, Amnistía Internacional informó de que el gobierno tanzano anuló el derecho de las ONG, así como de los particulares, a presentar directamente cualquier caso contra él ante el Tribunal Africano de Derechos Humanos y de los Pueblos, con sede en Arusha.

## Organización territorial

Regiones de Tanzania.

La división administrativa consiste en 31 regiones.
Zanzíbar y Tanganica mantienen sistemas legales distintos desde su federación, lo que ha reportado varios problemas a la justicia de este país (por ejemplo, es necesario pedir la extradición para enviar presos de una zona a otra). Mientras que las leyes vigentes en Tanganica son herederas de las impuestas por los colonos británicos, en Zanzíbar reciben una fuerte influencia de la sharia o ley islámica. Actualmente Tanzania reclama una parte soberana en el lago Malaui, pero la República de Malaui se opone a dicha reclamación territorial, en este conflicto Mozambique que también posee territorio en dicho lago se ha mostrado como mediador entre Malaui y Tanzania.

## Geografía

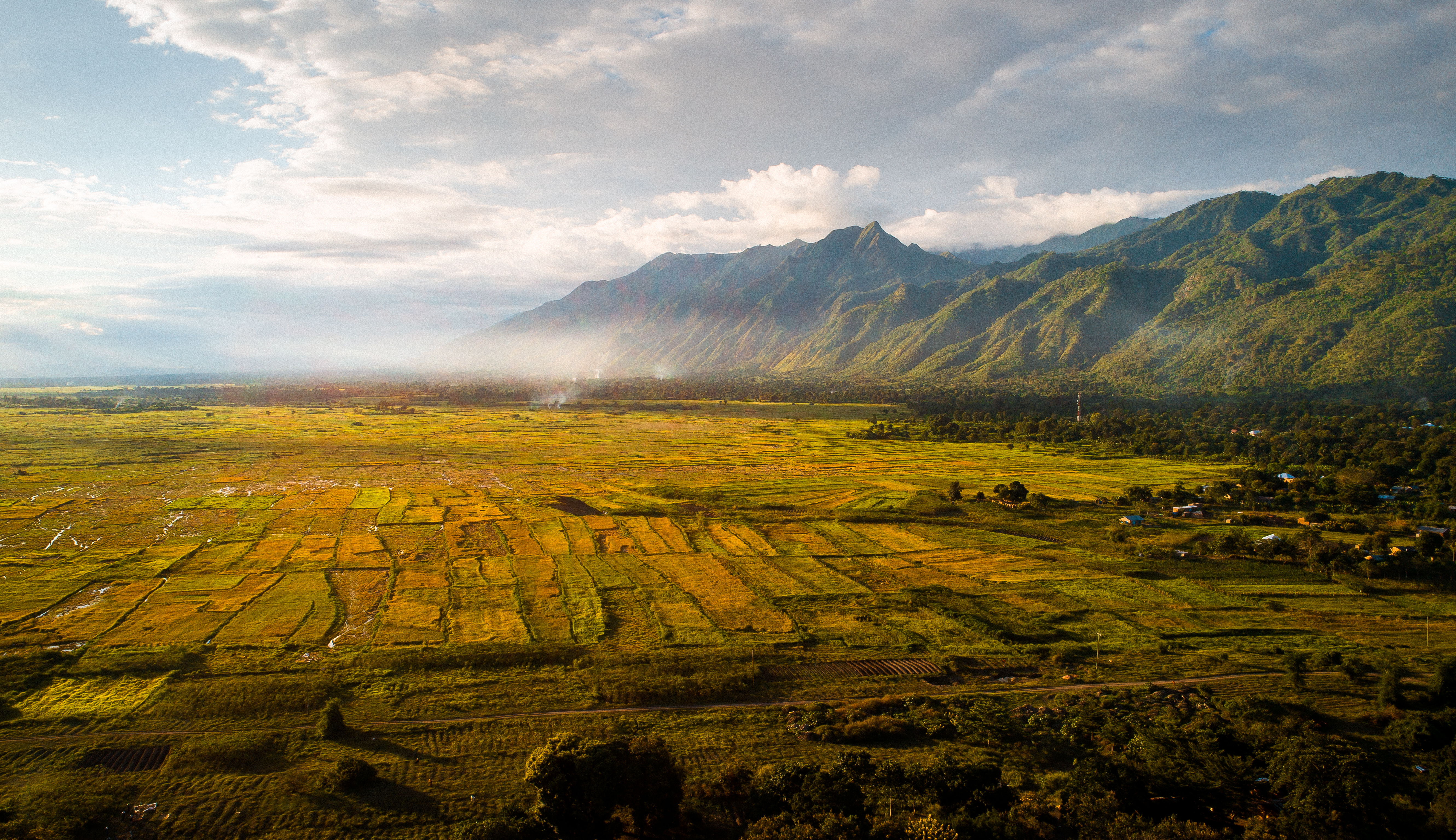
La Cordillera Livingstone al sur de Tanzania

Tanzania es un país de África del este de una superficie de 947 300 km². Los países limítrofes son al norte Kenia y Uganda, al oeste Ruanda, Burundi y la República Democrática del Congo y al sur Zambia, Malaui y Mozambique. Vista desde el nivel del mar, Tanzania forma una meseta de unos 1000 metros de altitud que se extiende hasta los lagos Malaui y Tanganica que parte desde el valle del Gran Rift, que comprende los lagos Natron, Eyasi y Manyara que separa la cadena de montañas del norte, dominada por el Kilimanjaro, cerca de la frontera con Kenia.
Las condiciones climáticas semiáridas del norte y la presencia de la mosca tsé-tsé en las regiones del centro y del oeste ha conducido a la población a agruparse en el resto del país.

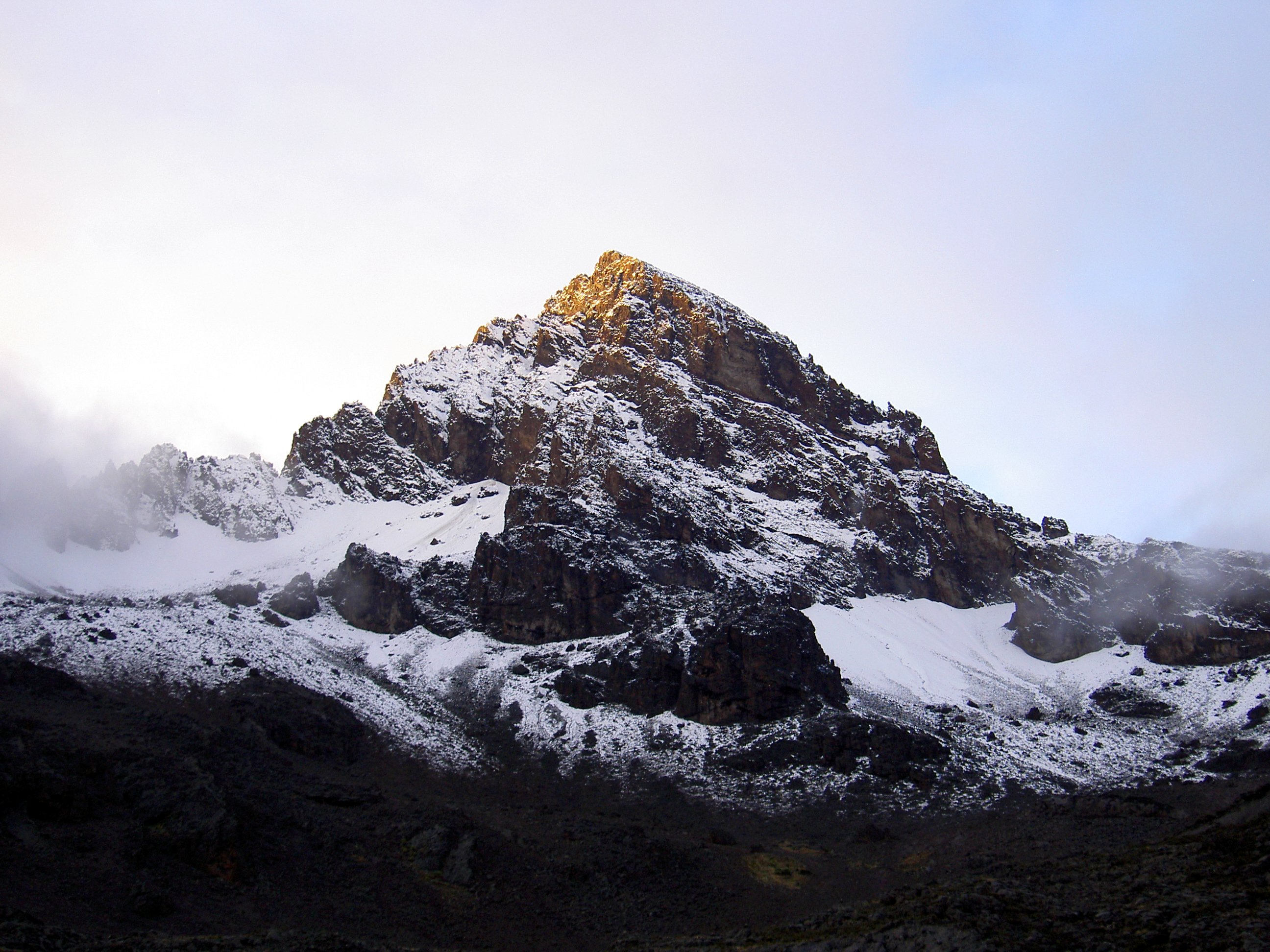
El pico Mawenzi

En la región de Arusha que está en el norte de Tanzania, podemos ver los restos del cráter del Ngorongoro. El cráter Ngorongoro, con forma de caldera, formado hace 2500 millones de años, se ha hecho famoso debido a que con su diámetro de 20 km y su superficie alrededor de los 300 km² es un paraíso natural, un arca de Noé ecuatorial donde las condiciones climáticas permiten a los animales habitar durante todo el año, desde los hipopótamos hasta los flamencos rosas que habitan en el cercano lago Makat.
El centro del país está constituido por una meseta bañada por los ríos que desembocan en el este, en el océano Índico. La fachada marítima del país está formada por una llanura costera en la que encontramos el archipiélago de Zanzíbar formado por tres islas principales: Unguja, Pemba y Mafia.
En Tanzania encontramos numerosos volcanes pero solo uno de ellos está activo, el Oi Onyo Legaï. La montaña más alta es el Kilimanjaro, ya mencionado antes, que también es un volcán y el monte más alto de toda África.

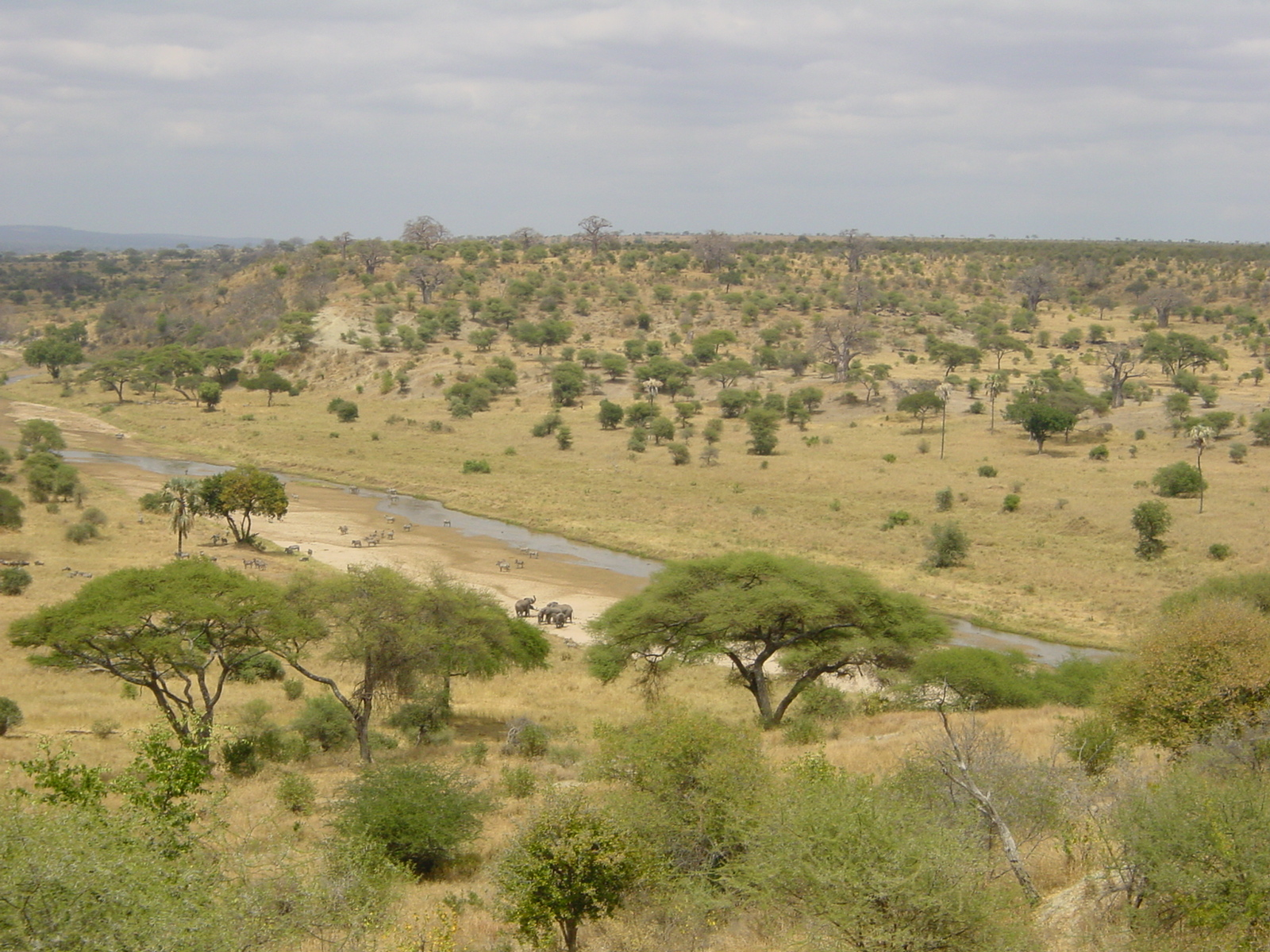
Sabana de acacias en el parque nacional de Tarangire.

#### Sabana
La mayor parte del territorio de Tanzania corresponde al bioma de sabana. WWF distingue en Tanzania siete ecorregiones de sabana:
- Mosaico de selva y sabana de la cuenca del lago Victoria en el extremo noroeste, entre el lago Victoria y Ruanda.
- Sabana arbustiva de Tanzania, pradera volcánica del Serengueti y sabana arbustiva de Kenia, en el nordeste.
- Sabana arbolada de miombo oriental en el sur.
- Sabana arbolada de miombo del Zambeze central en el oeste.

#### Montaña

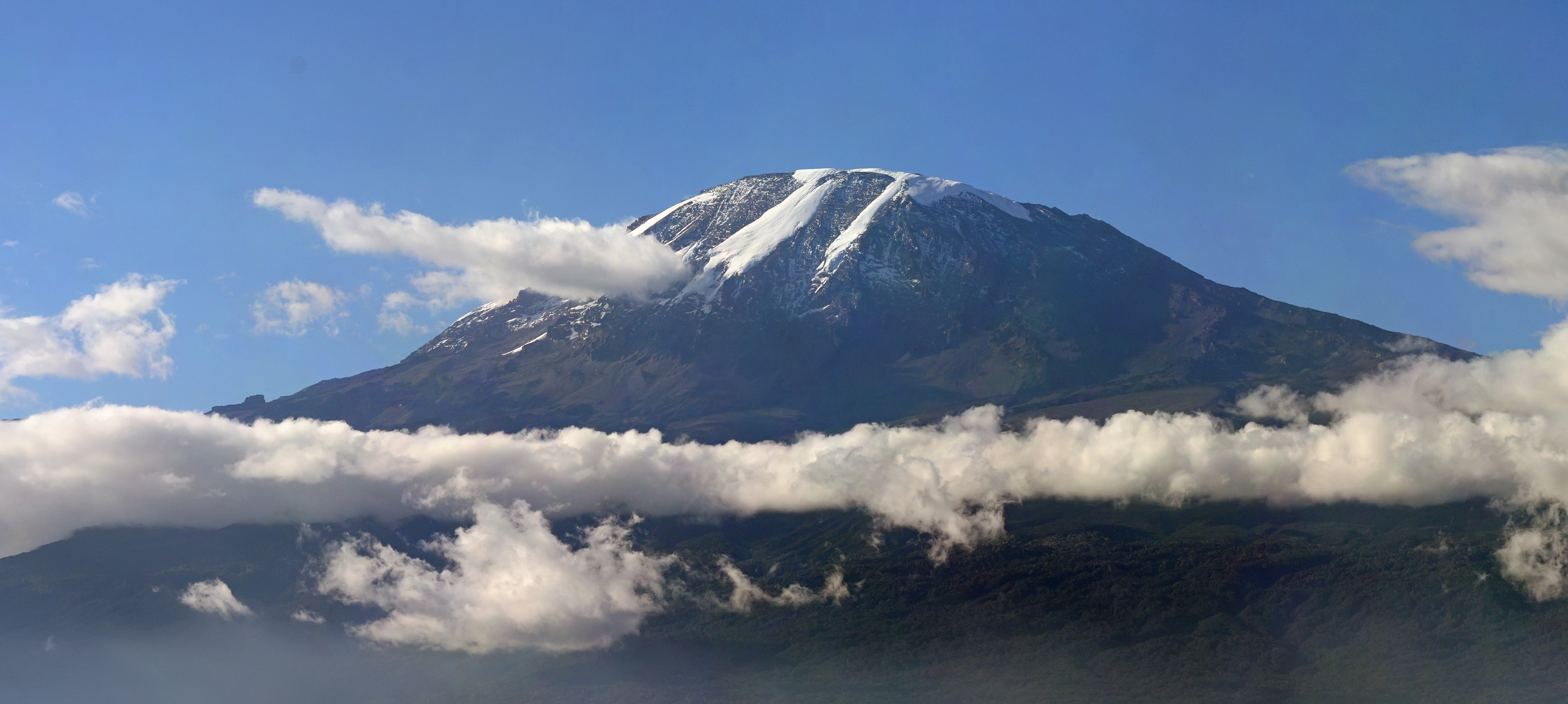
El Kilimanjaro, la montaña más alta del continente africano con sus 5895 metros.

Las regiones montañosas están cubiertas de selvas umbrófilas y, a mayor altitud, praderas de montaña:
- Selva montana de África oriental en el nordeste.
- Selva montana de la falla Albertina en el oeste.
- Selva del Arco Oriental del Rift en el este y el centro.
- Páramo montano de África oriental en el nordeste.
- Mosaico montano de pradera y selva del Rift meridional en el suroeste.

#### Costa
Las costas están ocupadas por selvas costeras (selva mosaico costera de Zanzíbar en el norte y centro, y selva mosaico costera de Inhambane en el sur) y manglares (manglar de África oriental).

#### Praderas inundadas

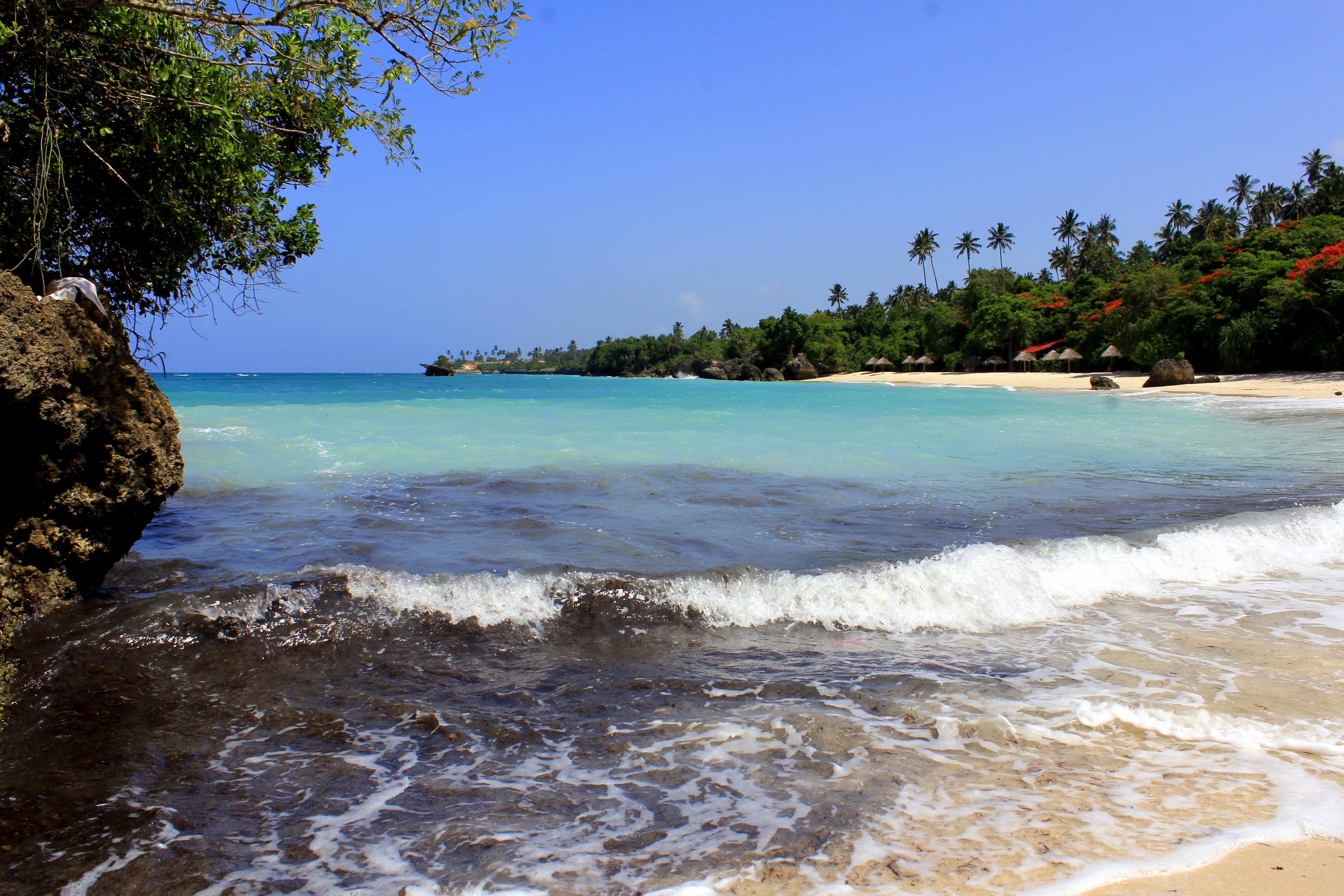
Playa en el distrito de Kaskazini B, Tanzania

La ecología de Tanzania se completa con varios enclaves de praderas inundadas:
- Salobral de África oriental (norte y centro).
- Pradera inundada del Zambeze (centro).

### Clima
Tanzania tiene un clima principalmente tropical, pero con variaciones regionales debidas a la topografía. En las tierras altas, las temperaturas oscilan entre 10 y 20 °C (50 y 68 °F) durante las estaciones fría y cálida, respectivamente, y se da un clima subtropical de tierras altas. En el resto del país las temperaturas rara vez descienden por debajo de los 20 °C (68 °F). El periodo más caluroso se extiende entre noviembre y febrero (25-31 °C o 77,0-87,8 °F), mientras que el más frío tiene lugar entre mayo y agosto (15-20 °C o 59-68 °F).

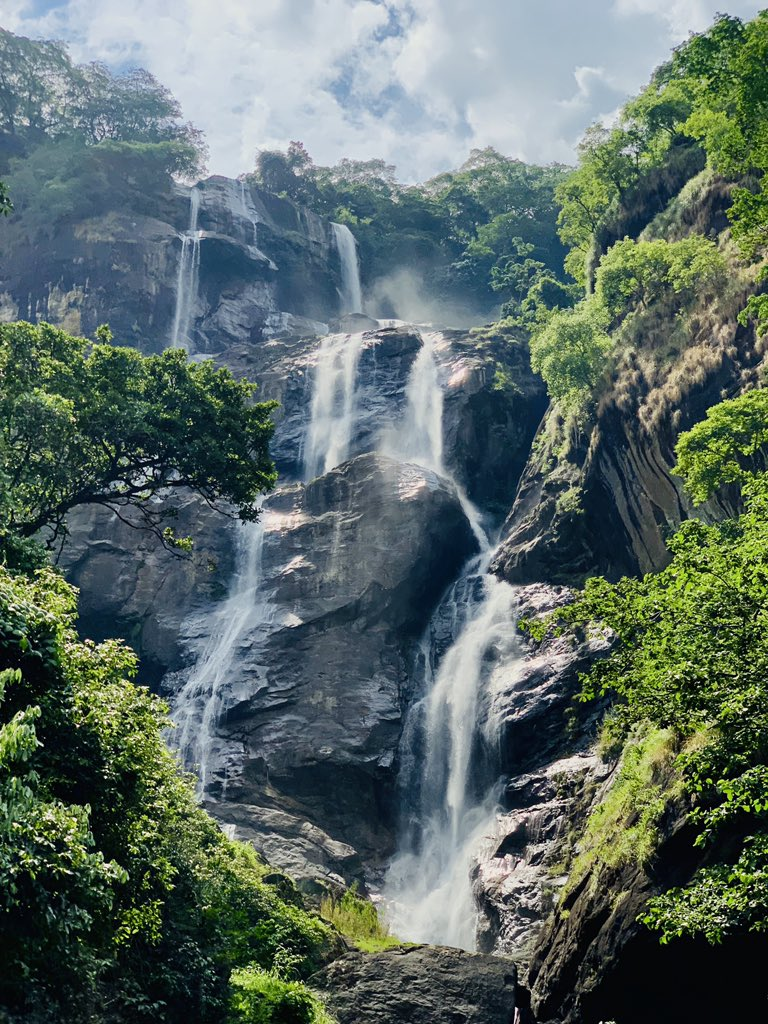
La Cataratas Sanje

Las precipitaciones estacionales se deben principalmente a la migración de la Zona de Convergencia Intertropical. Ésta migra hacia el sur a través de Tanzania de octubre a diciembre, alcanzando el sur del país en enero y febrero, y regresando hacia el norte en marzo, abril y mayo. Esto hace que el norte y el este de Tanzania experimenten dos periodos húmedos distintos -las lluvias cortas (o "Vuli") de octubre a diciembre y las lluvias largas (o "Masika") de marzo a mayo-, mientras que el sur, el oeste y el centro del país experimentan una única estación húmeda que se prolonga de octubre a abril o mayo[4]. Algunas zonas del interior de Tanzania tienen un clima cálido semiárido.
En toda Tanzania, el inicio de las lluvias largas se sitúa de media en el 25 de marzo y el cese en el 21 de mayo. El Océano Atlántico Sur, más cálido de lo normal, y el Océano Índico Oriental, más frío de lo normal, suelen retrasar el inicio de las lluvias.
El cambio climático en Tanzania está afectando al entorno natural y a los habitantes del país. Las temperaturas en Tanzania están aumentando, con una mayor probabilidad de que se produzcan precipitaciones intensas (que provocan inundaciones) y periodos de sequía (que provocan sequías).
La escasez de agua se ha convertido en un problema cada vez mayor y muchas masas de agua importantes han sufrido descensos extremos en sus niveles, como el lago Victoria, el lago Tanganica, el lago Jipe y el lago Rukwa. El sector agrícola de Tanzania, que da empleo a más de la mitad de la población, es especialmente vulnerable, ya que los agricultores dependen predominantemente de la agricultura de secano. Por otro lado, el aumento de las precipitaciones intensas ha provocado inundaciones en toda la región, que han dañado las infraestructuras y los medios de subsistencia. Un alto porcentaje de la población de Tanzania vive en la costa y depende de la pesca y la acuicultura. Se prevé que el aumento del nivel del mar y los cambios en la calidad del agua afecten a estos sectores y supongan un reto continuo para el país.

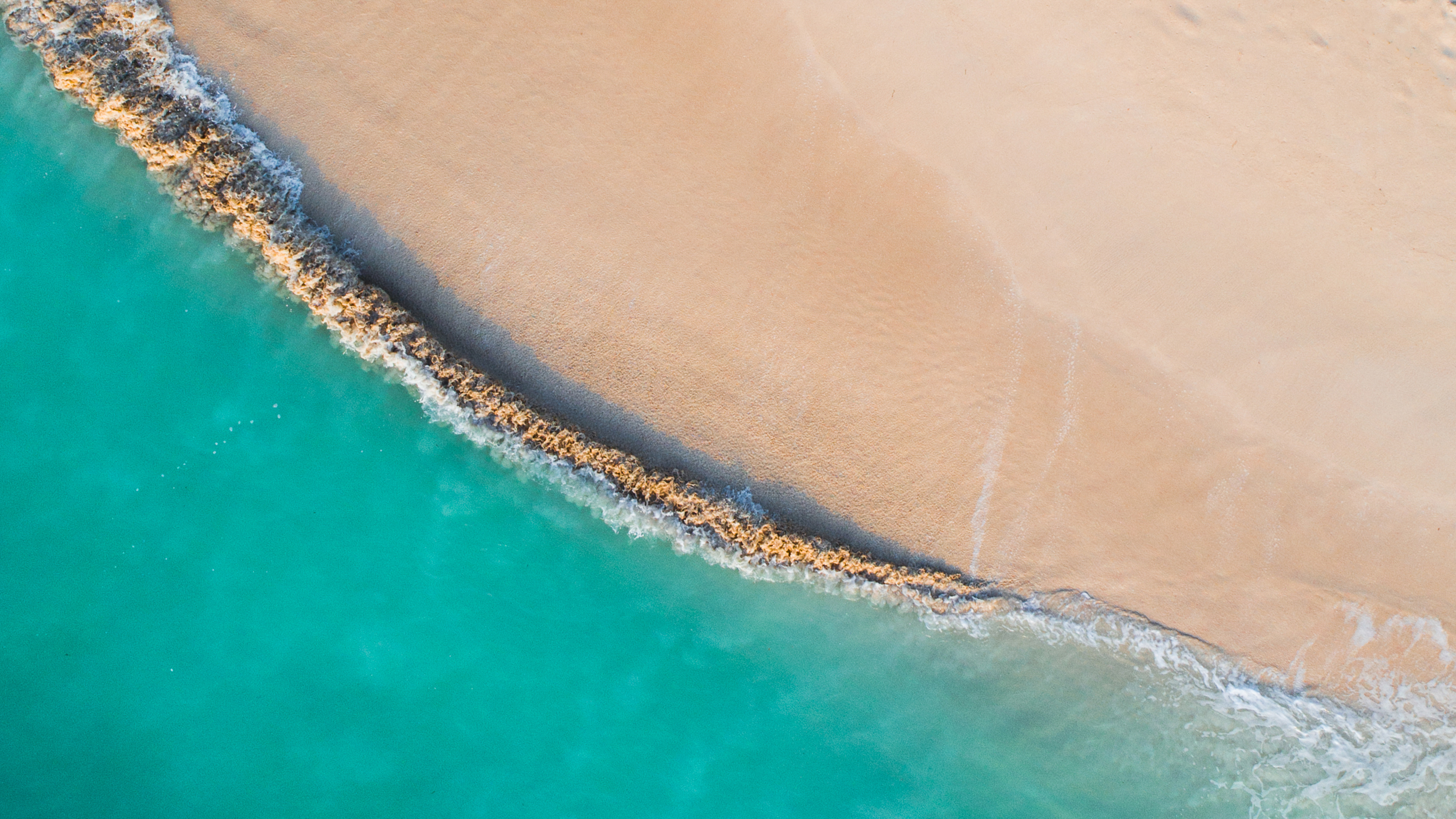
Isla de Mbudya

Tanzania elaboró un Programa Nacional de Acción para la Adaptación (PNAA) en 2007 por mandato de la Convención Marco de las Naciones Unidas sobre el Cambio Climático. El PANA identifica los sectores de la agricultura, el agua, la salud y la energía como los más vulnerables de Tanzania al cambio climático. En 2012, Tanzania elaboró una Estrategia Nacional de Cambio Climático en respuesta a la creciente preocupación por el impacto negativo del cambio climático y la variabilidad climática en el entorno social, económico y físico del país. En 2015, Tanzania presentó sus Contribuciones Previstas y Determinadas a Nivel Nacional (INDC, por sus siglas en inglés).

### Áreas protegidas
Tanzania cuenta con 40 parques nacionales y reservas de caza. 17 parques nacionales cubren una superficie total de 42.235 kilómetros cuadrados (un tamaño similar al de Suiza o los Países Bajos). Estos parques son los siguientes: 
- Parque nacional de Arusha (552 kilómetros cuadrados)

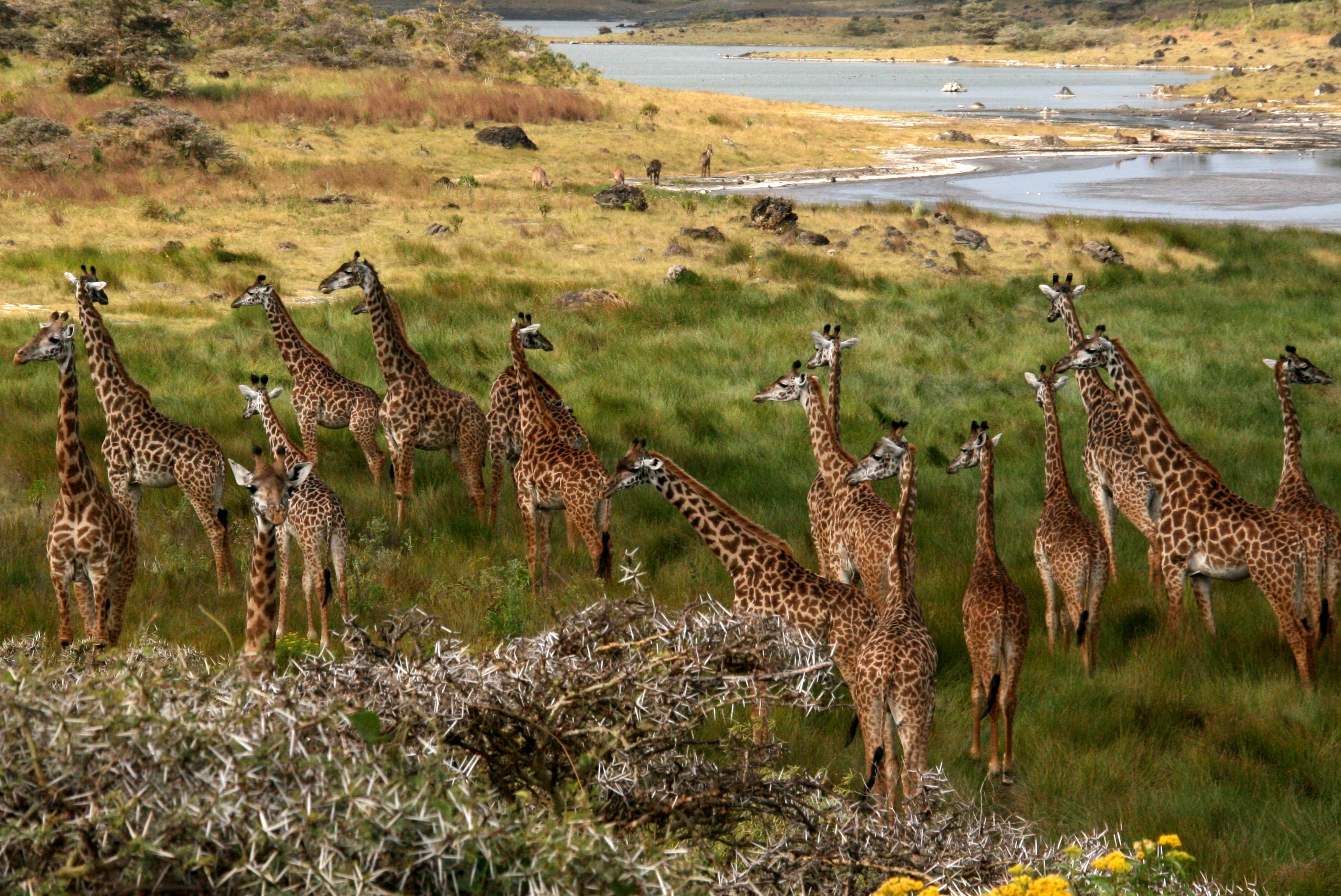
Jirafas en el parque nacional de Arusha

- Parque nacional de Gombe Stream (52 kilómetros cuadrados)
- Parque nacional de Jozani Chwaka Bay
- Parque nacional de Katavi (4.471 kilómetros cuadrados)
- Parque nacional del Kilimanjaro (1.668 kilómetros cuadrados)
- Parque Nacional de Kitulo (413 kilómetros cuadrados)
- Parque Nacional de las Montañas Mahale (1.613 kilómetros cuadrados)
- Parque Nacional del Lago Manyara (330 kilómetros cuadrados)
- Parque Nacional de Mikumi (3.230 kilómetros cuadrados)
- Parque Nacional de Mkomazi (3.245 kilómetros cuadrados)
- Parque Nacional de Ruaha (20.226 kilómetros cuadrados)
- Parque Nacional de la Isla Rubondo (457 kilómetros cuadrados)Rinoceronte en el parque nacional Mkomazi

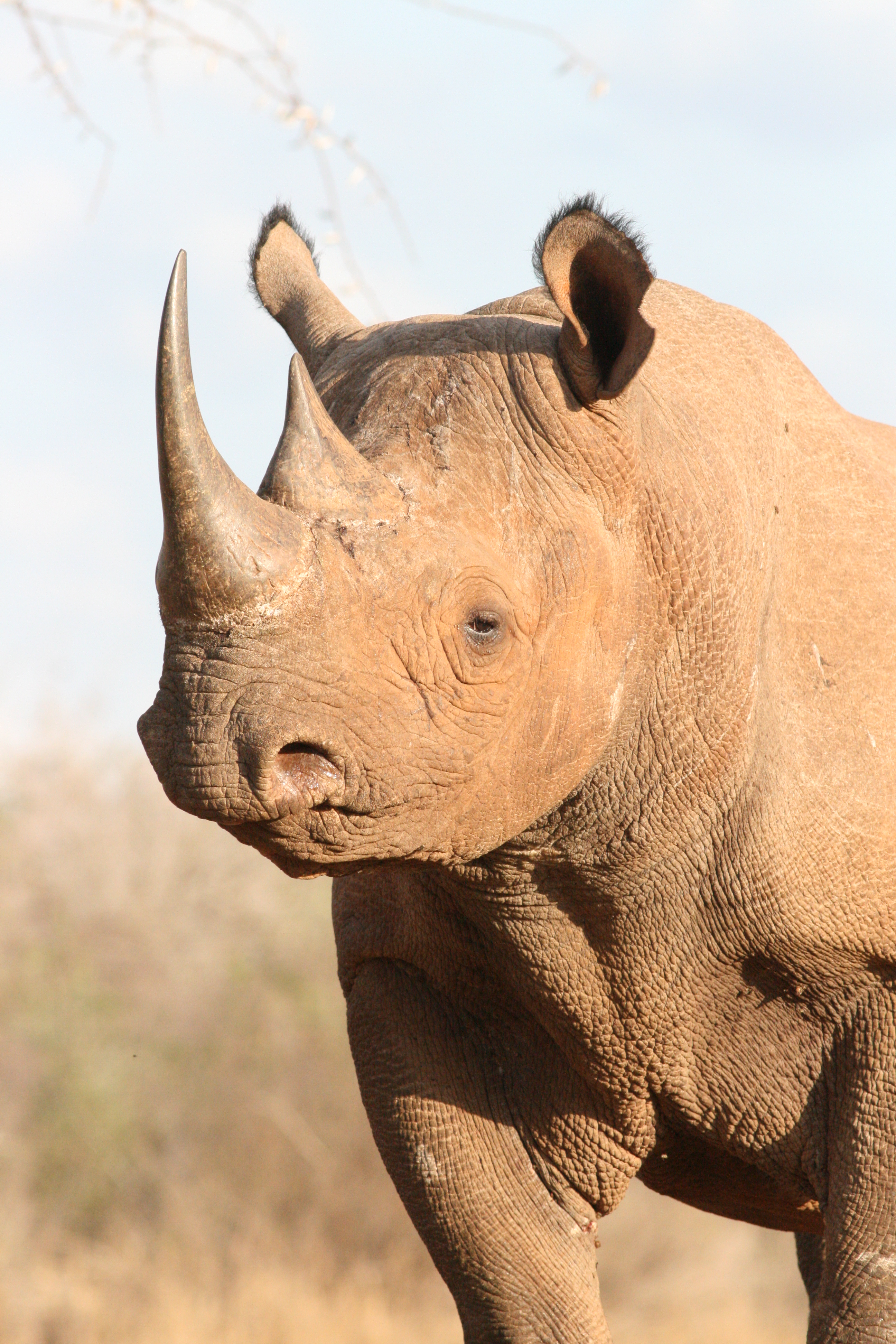
Rinoceronte en el parque nacional Mkomazi

- Parque Nacional de Saadani (1.062 kilómetros cuadrados)
- Parque Nacional de la Isla Saanane (2,18 kilómetros cuadrados)
- Parque Nacional del Serengeti (14.763 kilómetros cuadrados)
- Parque Nacional de Tarangire (2.850 kilómetros cuadrados)
- Parque Nacional de las Montañas Udzungwa (1.990 kilómetros cuadrados).[83]

### Fauna
La diversidad faunística de la vida salvaje de Tanzania en sus parques nacionales y reservas de caza es también espectacular. Hay 310 especies de mamíferos (la cuarta más grande de África); 960 especies de aves (tercer lugar en África); y muchos anfibios y reptiles, que según se afirma forman la cuarta población más grande de África. [Las especies de fauna en peligro de extinción son el rinoceronte negro; los alcaudones de Uluguru; las tortugas carey, verde, golfina y laúd; los monos colobos rojos; los perros salvajes y los zorros voladores de Pemba.

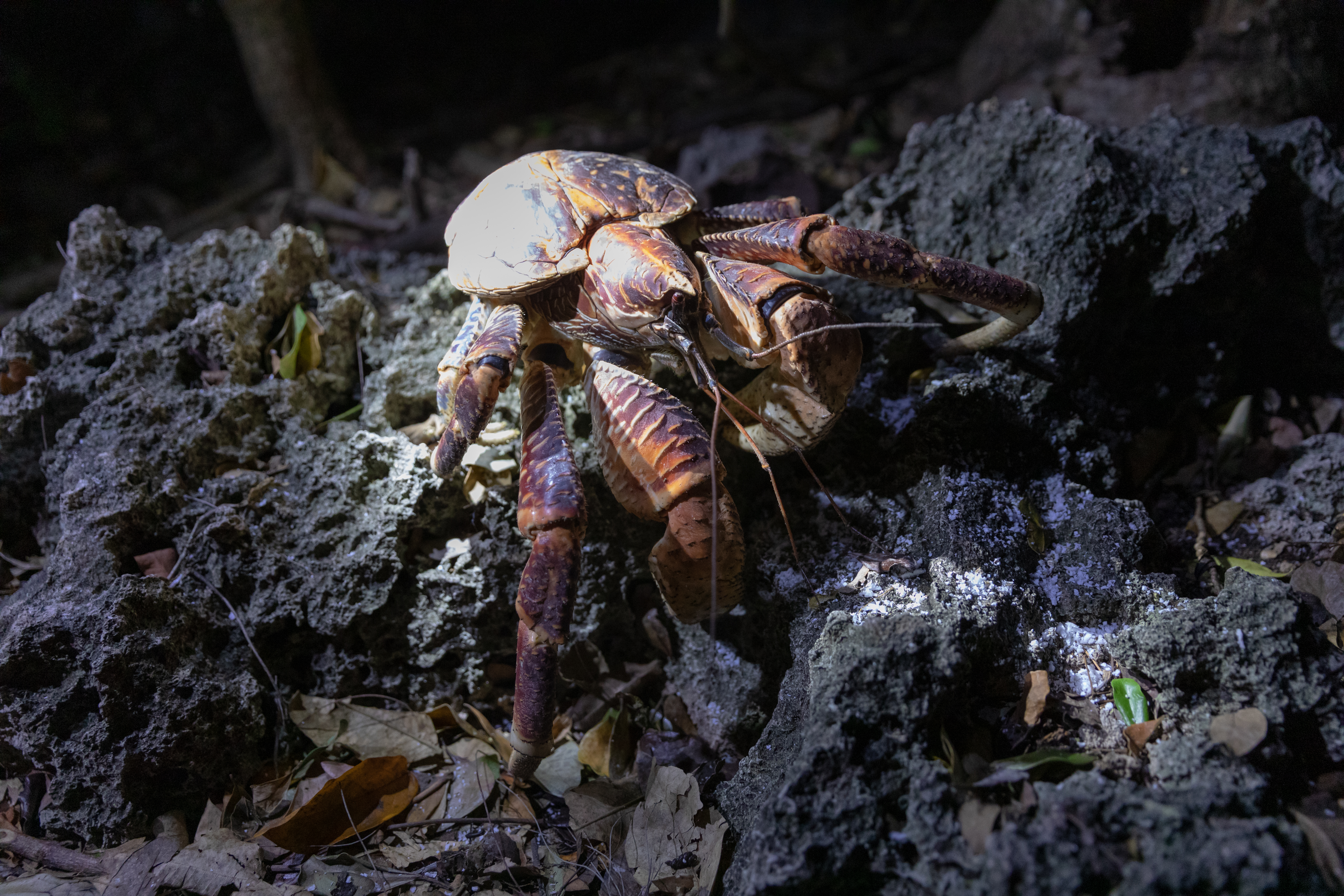
Crustáceo de la Isla de Chumbe

Sin embargo, Lonely Planet también menciona una cifra de 430 especies de cuatro millones de animales, y 60.000 especies de insectos, 100 especies de serpientes y 25 de reptiles, y 1000 de aves. El Museo de Zoología de la Universidad de Míchigan, la Universidad de Bucknell, los perfiles de datos de Avibase y los perfiles de datos de BirdLife International ofrecen más detalles sobre las especies de fauna. En las montañas Usambara orientales, los bosques presentan muchas especies raras, hasta el punto de que la fauna que se encuentra aquí se ha comparado con la de las islas Galápagos (Ecuador) en cuanto a importancia biológica.
Desde la época colonial, la conservación de la fauna salvaje en Tanzania ha sido prerrogativa del gobierno. Bajo esta estructura, el uso de los recursos de la fauna salvaje por parte de las comunidades locales siempre ha sido restrictivo, lo que ha provocado un aumento de la pobreza rural y de la caza furtiva. En los últimos años, la Autoridad de Parques Nacionales de Tanzania (TANAPA) ha puesto en marcha medidas correctoras para implicar a la comunidad local en los esfuerzos de conservación, cuyo objetivo es contribuir a las economías locales mediante un reparto equitativo de los beneficios.

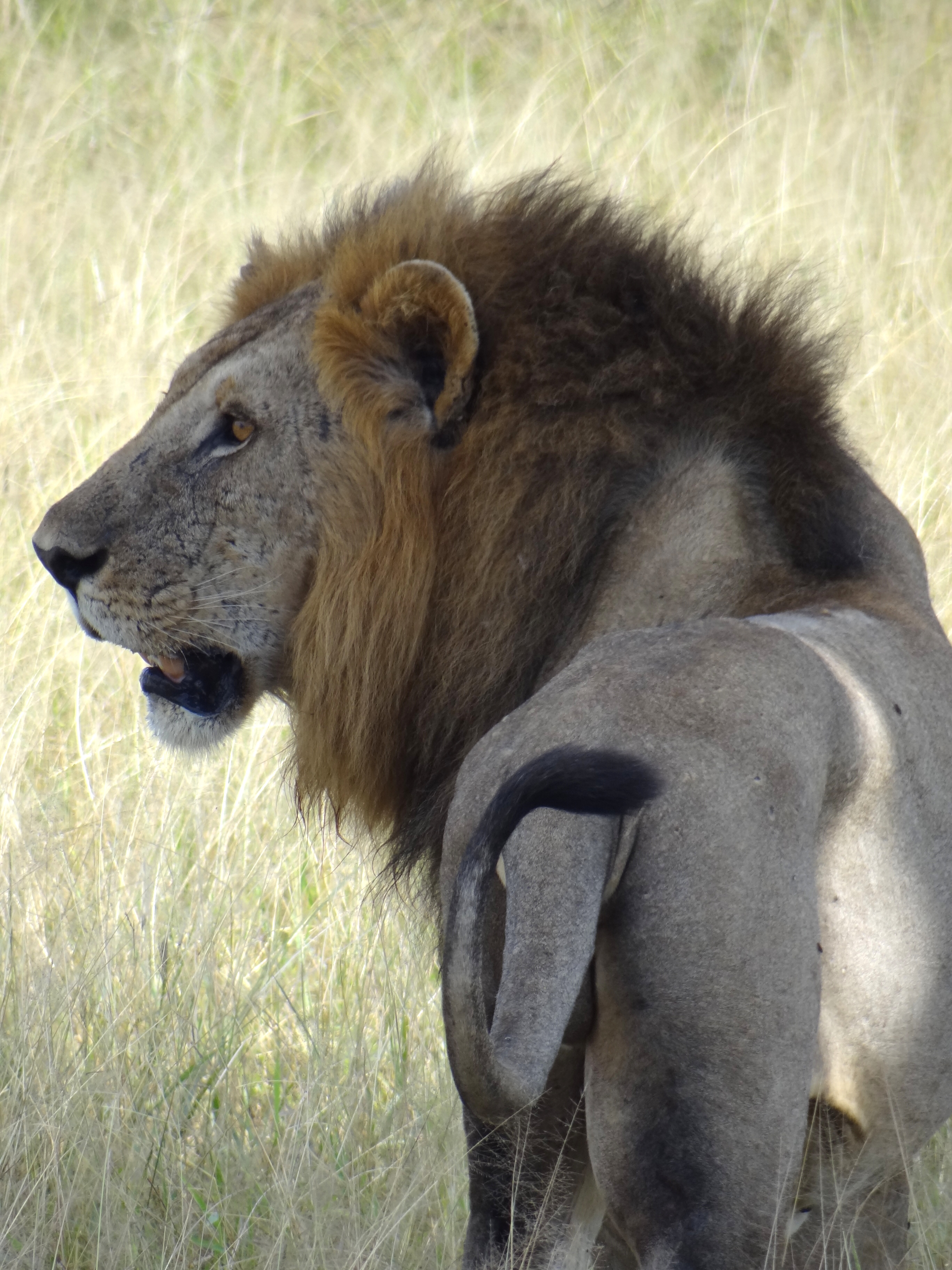
León en el parque nacional Mikumi en Tanzania

Las exportaciones de perca del Nilo reportan 100 millones de dólares anuales a Tanzania.
Los recursos de la fauna salvaje en Tanzania proporcionan unos ingresos anuales de 30 millones de dólares al erario nacional, y unos ingresos de 9 millones de dólares como rédito de las empresas de arrendamiento. Se calcula que la caza ilegal representa 50 millones de dólares. En la década de 1990 se exportaron 1,68 millones de aves, 523.000 reptiles, 12.000 mamíferos y 148.000 anfibios, además de aumentar en un 30% el turismo relacionado con la fauna salvaje. Los recursos pesqueros también han contribuido en gran medida a los ingresos de exportación del país: en 2003 se exportaron 130 millones de dólares, de los cuales 100 millones correspondieron a la perca del Nilo.

## Economía

Desarrollo histórico del PIB real per cápita en Tanzania, desde 1950

La economía de Tanzania se basa fundamentalmente en la agricultura, aunque sólo es cultivable el 4% de la superficie total del país, este sector representa la mitad del PIB, el 85% de las exportaciones y, además, emplea al 90% de la clase trabajadora. La industria del país se limita básicamente al proceso de los productos agrícolas. 
La pesca continental representa una importante actividad económica ya que Tanzania cuenta con una excepcional cantidad de recursos de agua dulce que cubre el 6,5% de la superficie terrestre total y representan cerca del 80% de las capturas. En el lago Victoria, el más grande de África, se encuentran la producción pesquera más importantes del continente debido al enorme crecimiento de la perca del Nilo. Las capturas anuales de perca del Nilo han representado aproximadamente la mitad del total de la producción continental anual del país tanto para el mercado interno como para la exportación de filetes congelados y de productos refrigerados en fresco. Se exportan también a países vecinos cantidades muy significativas -pero en buena medida no registradas- de productos elaborados localmente.

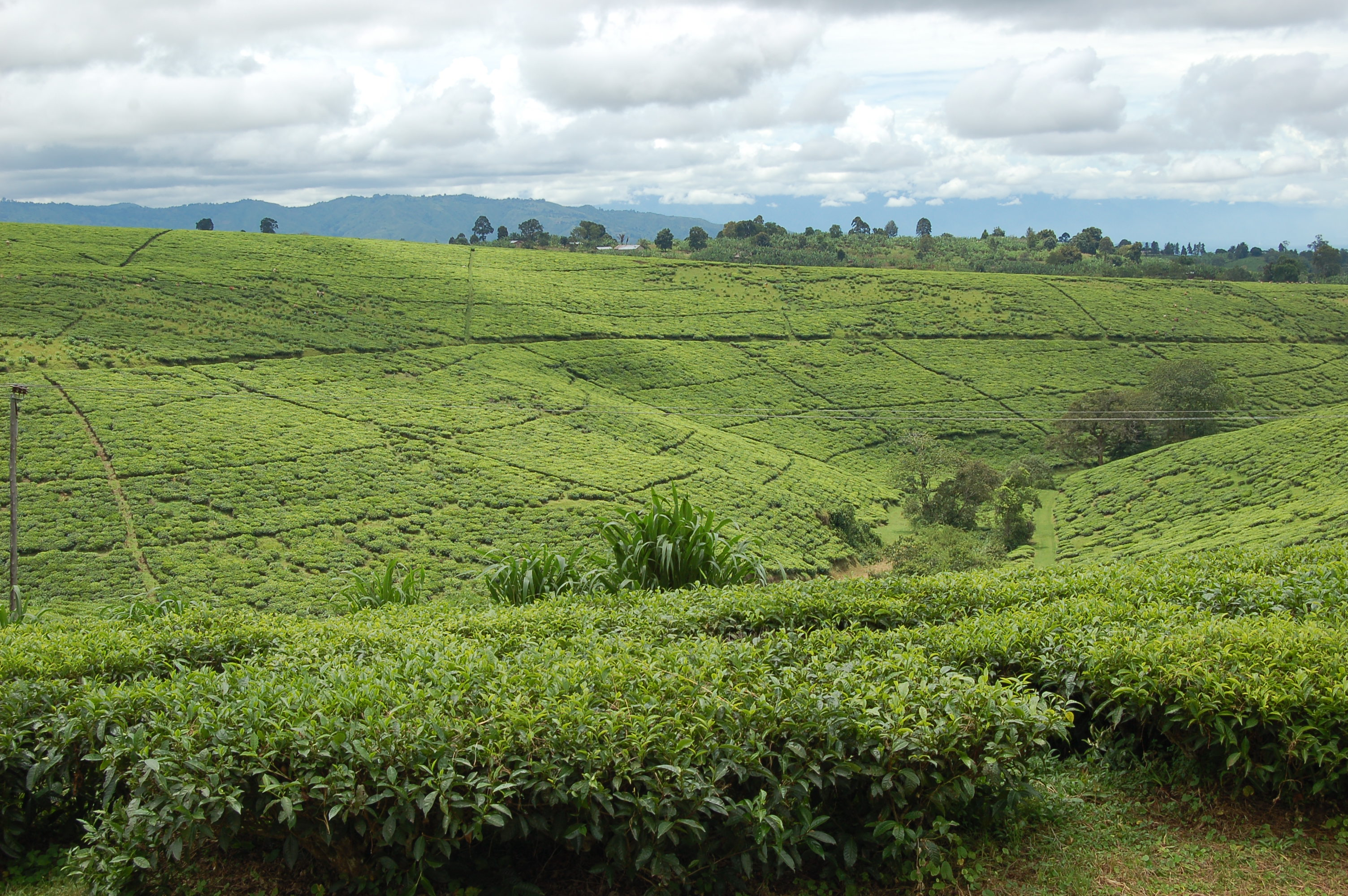
Campos de Té en Tukuyu, Tanzania

Tanzania tiene también importantes recursos naturales, entre ellos minas de oro (como la de Tulawaka) y reservas de gas natural en el delta del Rufiji. Principalmente Tanzania produce: café, algodón, sisal, té y diamantes. En los últimos años el turismo está siendo una de las mayores fuentes de ingresos del país.
Es un país de origen, tránsito y destino de hombres, mujeres y niños sometidos al trabajo forzoso, sobre todo de niños en servidumbre doméstica, granjas, minas y canteras y el tráfico sexual de mujeres.
La emisión de sellos postales, principalmente destinado al coleccionismo internacional, es también una importante fuente de ingreso para su economía.
Las organizaciones financieras internacionales han prestado durante muchos años fondos para rehabilitar la deteriorada red de infraestructuras tanzana, no obstante esto se convirtió en un problema al tener que devolver los préstamos más los intereses. Esta situación se solucionó el 5 de enero de 2006, cuando el Banco Mundial, el Fondo Monetario Internacional y el Banco Africano de Desarrollo condonaron la deuda a 19 países (entre ellos Tanzania) por ser los países más pobres y endeudados del mundo (PPME). Esta decisión fue tomada a partir de una propuesta que hizo el Reino Unido en la conferencia del G8 en Gleneagles (Escocia).
El país casi concluyó su transición para una economía de mercado liberalizada, aunque el gobierno mantenga la propiedad de toda la tierra, que puede ser arrendada por hasta 99 años, y tenga presencia en sectores como telecomunicaciones, bancario, energía y minería. La política de puertas abiertas del Centro Tanzano de Inversiones, orientada a atraer inversores extranjeros, ha sido perjudicial para las producciones locales que no pueden competir por su escaso capital y experiencia comercial. La introducción de empresas extranjeras está produciendo un fenómeno de desalojos por la fuerza de  habitantes de aldeas y expulsión del campesinado de las tierras. Según un trabajo de S.A.H.Ri.N.G.O.N. y LEDECO, las políticas inadecuadas e insustentables, las tecnologías poco apropiadas y la insuficiencia de infraestructura en el medio rural - junto con la desertificación, la deforestación y la alta incidencia de plagas y enfermedades– han producido y reproducido un aumento sostenido de la pobreza, inseguridad alimentaria y estancamiento del desarrollo.
Según el Índice mundial de innovación, a cargo de la Organización Mundial de la Propiedad Intelectual, en 2024, Tanzania se ubicó en lugar 120 en innovación entre 133 países del mundo;mientras que en 2023 ocupó el lugar 113 y el lugar 103 en 2022.

## Demografía

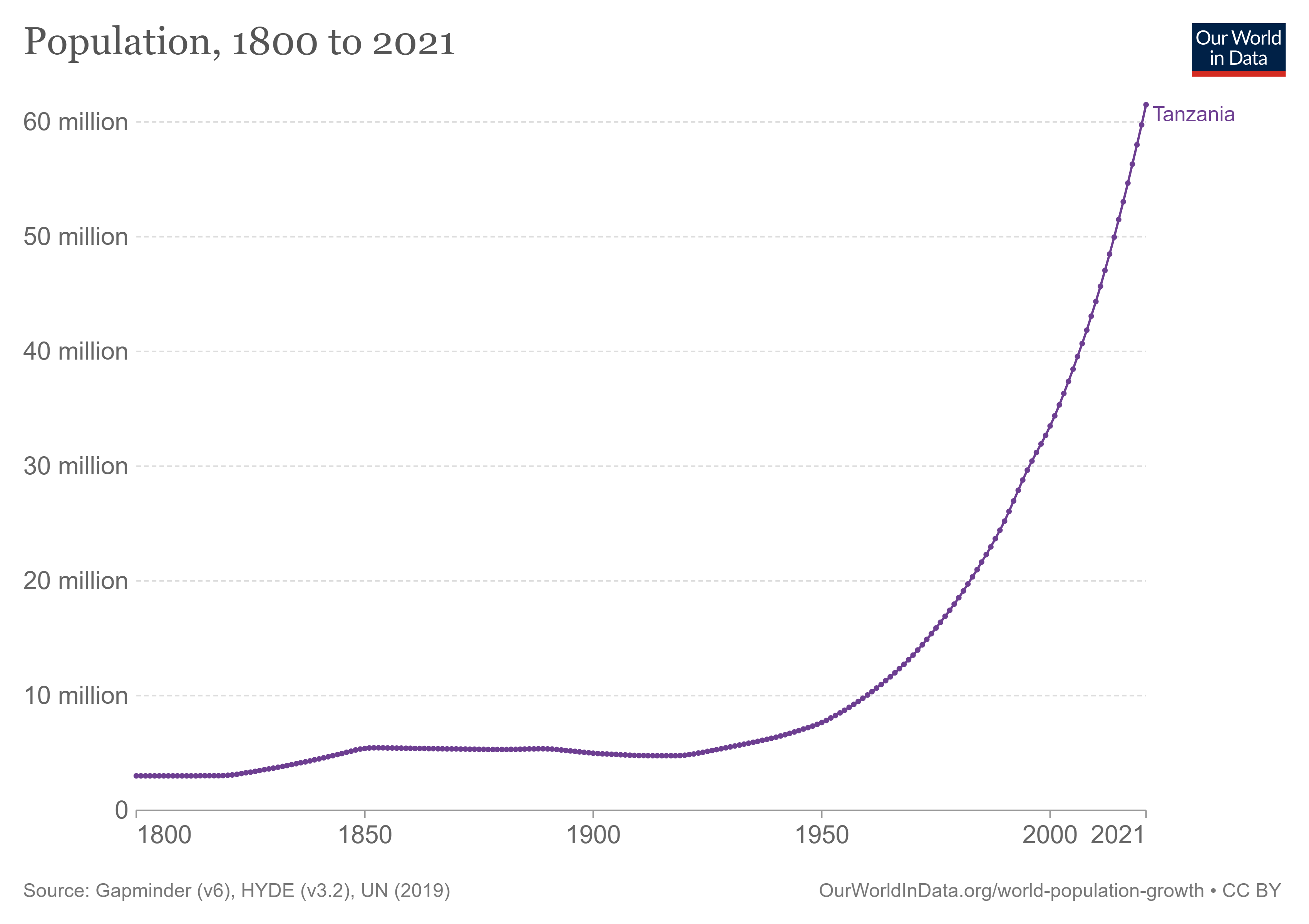
Evolución demográfica entre 1961 y 2003 según la FAO. Población en millones de habitantes.

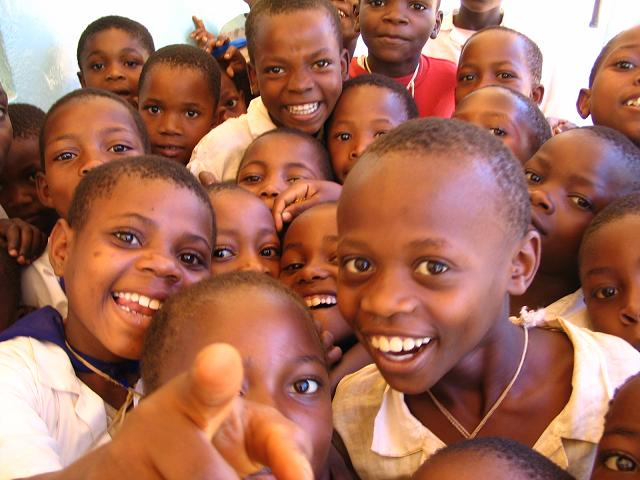
Niños tanzanos.

Hay 120 grupos de origen bantú que reúnen a la mayoría de la población y no hay rivalidades entre los grupos. Se habla suajili e inglés. Una cuarta parte de la población vive en ciudades. El 78,2% de la población está alfabetizada, no obstante, hay un alto nivel de abandono en la educación secundaria. La educación primaria es gratuita. El 66% cuenta con acceso a servicios de salud.
Tanzania tiene la población más grande de África Oriental y una densidad de población muy baja, ya que ⅔ de la población es rural. Se puede observar una tasa alta de fertilidad total de 4,8 hijos por mujer, con un crecimiento anual de casi 3% del país. La tasa de mortalidad es muy alta (7,6 cada 1000 habitantes) debido a los embarazos tempranos y frecuentes y a la falta de servicios de salud maternal entre las mujeres pobres y rurales.
La densidad de médicos es de 0,03 cada 1000 habitantes. La tasa de mortalidad es alta, en niños sobre todo por el paludismo y entre los adultos por el VIH. El 5% de la población adulta tiene VIH-sida (lugar 13 en el ranking mundial), 1.4 millones de habitantes viven con VIH-sida (lugar 6 en el ranking mundial) y en el 2016 33.000 murieron por esta enfermedad (lugar 7 en el ranking mundial). El 43.74% se concentra entre los 0 y 14 años y la edad promedio es de 17,6 años. 14% de los niños están desnutridos. La esperanza de vida escolar no supera los 8 años y el trabajo infantil es del 21% de la población de 5 a 14 años.

### Idiomas

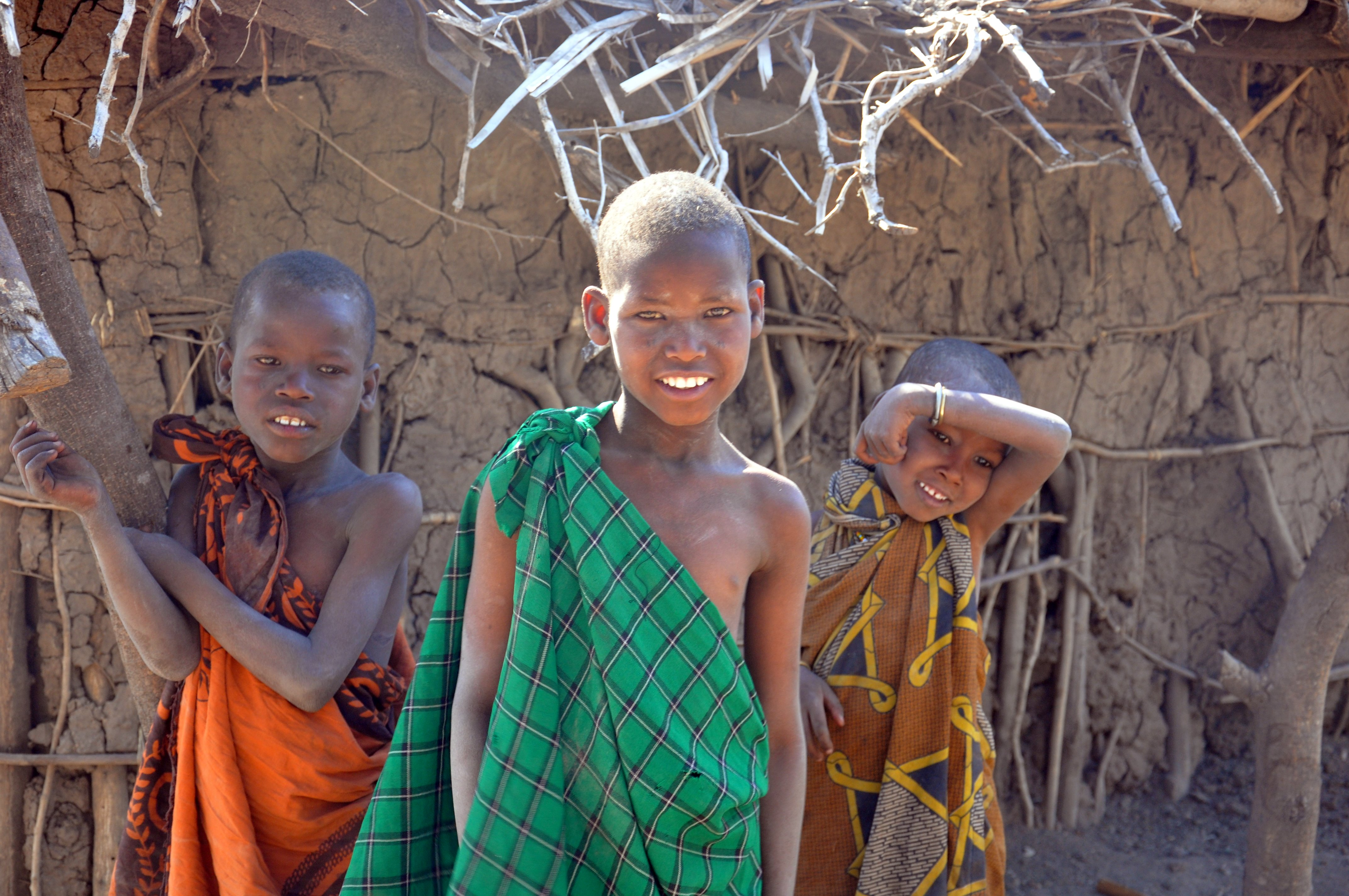
Niños de etnia datoga, lago Eyasi (Tanzania).

En Tanzania hay 127 idiomas. El 90% de la población habla una lengua bantú; además se hablan lenguas nilóticas, lenguas cusitas y principalmente en Zanzíbar el árabe. De iure no hay un idioma oficial, pero el suajili es el idioma nacional, que se usa como lengua franca y lengua administrativa, y por eso se puede considerar idioma oficial de facto. Durante la era colonial el inglés se usaba como lengua administrativa, pero ahora ya no se usa en la administración pública, en el parlamento ni en el gobierno, y por eso no es idioma oficial genuino. Así Tanzania es uno de los pocos países africanos en los que un idioma vernáculo cobró importancia frente al idioma colonial.  Según la política lingüística oficial de Tanzania, como se promulgó en 1984, el suajili es el idioma del sector social y político, de la educación primaria y de la educación de las personas adultas; el inglés está previsto para la educación secundaria y universitaria, para los tribunales más altos y para la tecnología. Aunque el uso del inglés en Tanzania es promocionado por el gobierno británico con importes grandes, el inglés fue reprimido poco a poco por la sociedad tanzana en las décadas pasadas. Por ejemplo en los años setenta los estudiantes tanzanos normalmente hablaban el inglés entre sí; ahora casi solo hablan en suajili. Hasta en las clases de las escuelas secundarias y las universidades, donde oficialmente solo el inglés es permitido, a veces se usa el suajili o una mezcla entre suajili e inglés.

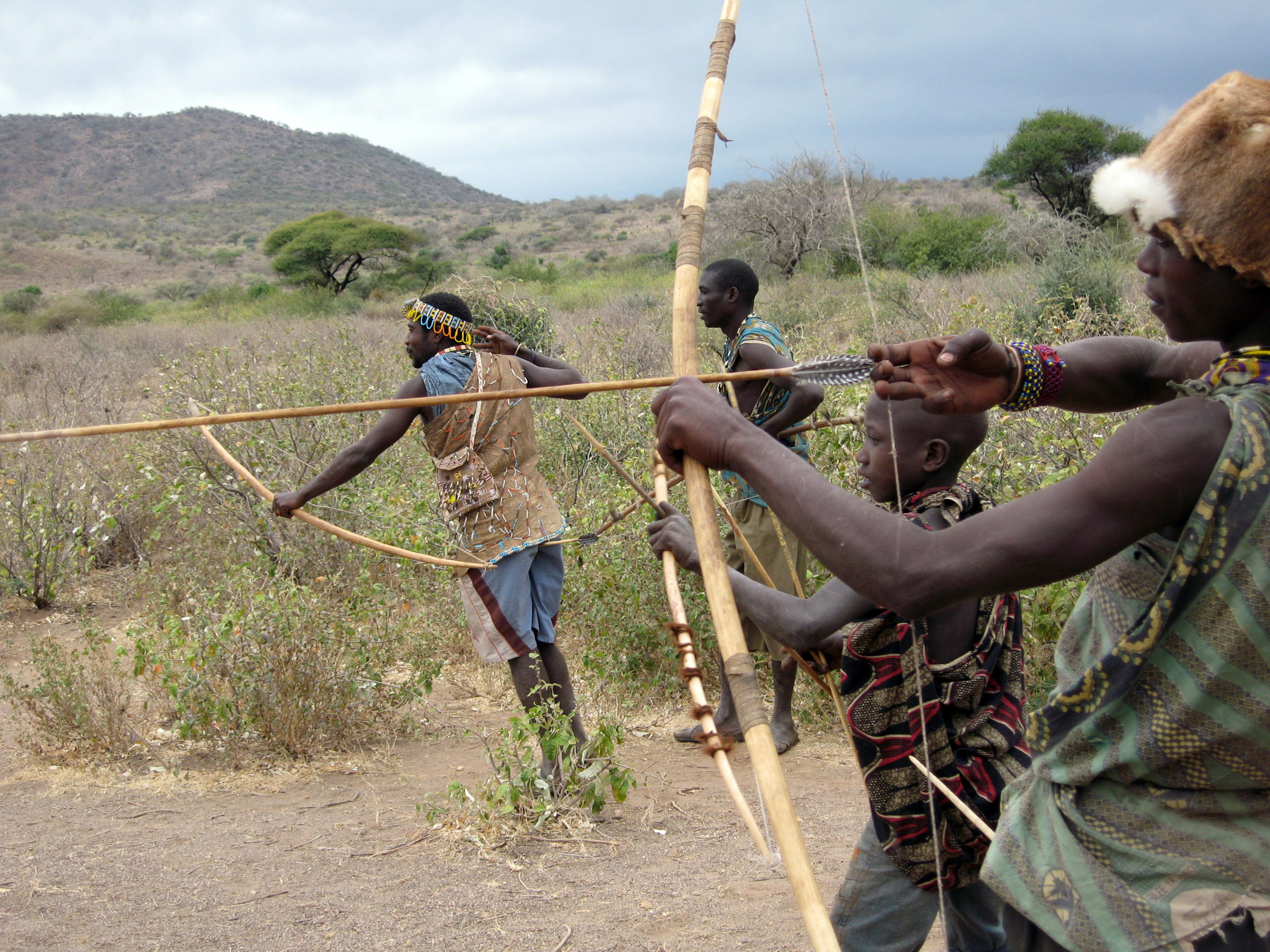
Pueblo hadza

El suajili es la lengua materna de los bantúes que viven en Zanzíbar y en las vecinas costas de Tanzania; aunque el suajili es bantú en su estructura y orígenes, su vocabulario responde a muchos idiomas. Como el inglés y el árabe, se ha convertido en la lengua franca del África central y oriental; el primer lenguaje de muchas personas es uno de los idiomas locales. Se han firmado memorándums de entendimiento con Alemania para el estudio del alemán.
Los idiomas más hablados son el idioma suajili y el inglés; el segundo es el más utilizado en el comercio. Igualmente, existe un gran número de lenguas tribales como el aasax que reflejan la diversidad étnica de la nación. Más allá de las grandes poblaciones, escasean los angloparlantes, a diferencia de Kenia.
Alfabetización
Leen y escriben con más de 15 años: suajili, inglés o árabe. De la población total, el 78,2% está alfabetizada. En los hombres, es el 85,9%, mientras que en las mujeres, es el 70,7%.

### Religión
| Religión en Tanzania (2020) | Religión en Tanzania (2020) | Religión en Tanzania (2020) | Religión en Tanzania (2020) | Religión en Tanzania (2020) |
| --------------------------- | --------------------------- | --------------------------- | --------------------------- | --------------------------- |
| Religión                    | Religión                    |                             | Porcentaje                  | Porcentaje                  |
| Cristianismo                | Cristianismo                |                             | 61.4 %                      | 61.4 %                      |
| Islam                       | Islam                       |                             | 35.2 %                      | 35.2 %                      |
| Religiones indígenas        | Religiones indígenas        |                             | 1.8 %                       | 1.8 %                       |
| Sin religión                | Sin religión                |                             | 1.4 %                       | 1.4 %                       |
| Otras religiones            | Otras religiones            |                             | 0.2 %                       | 0.2 %                       |

La mayoría de la población profesa el cristianismo, el islam y también las religiones indígenas. El grueso de los musulmanes se concentran a lo largo de la costa y en las islas. En comparación al islam, el cristianismo tardó mucho tiempo en dejar huella, e incluso entonces (durante el siglo XIX) únicamente lo practicaban diversas tribus del interior. En la actualidad, permanecen numerosos clanes que no siguen ninguna de las principales religiones y que veneran al antiguo espíritu de su culto.

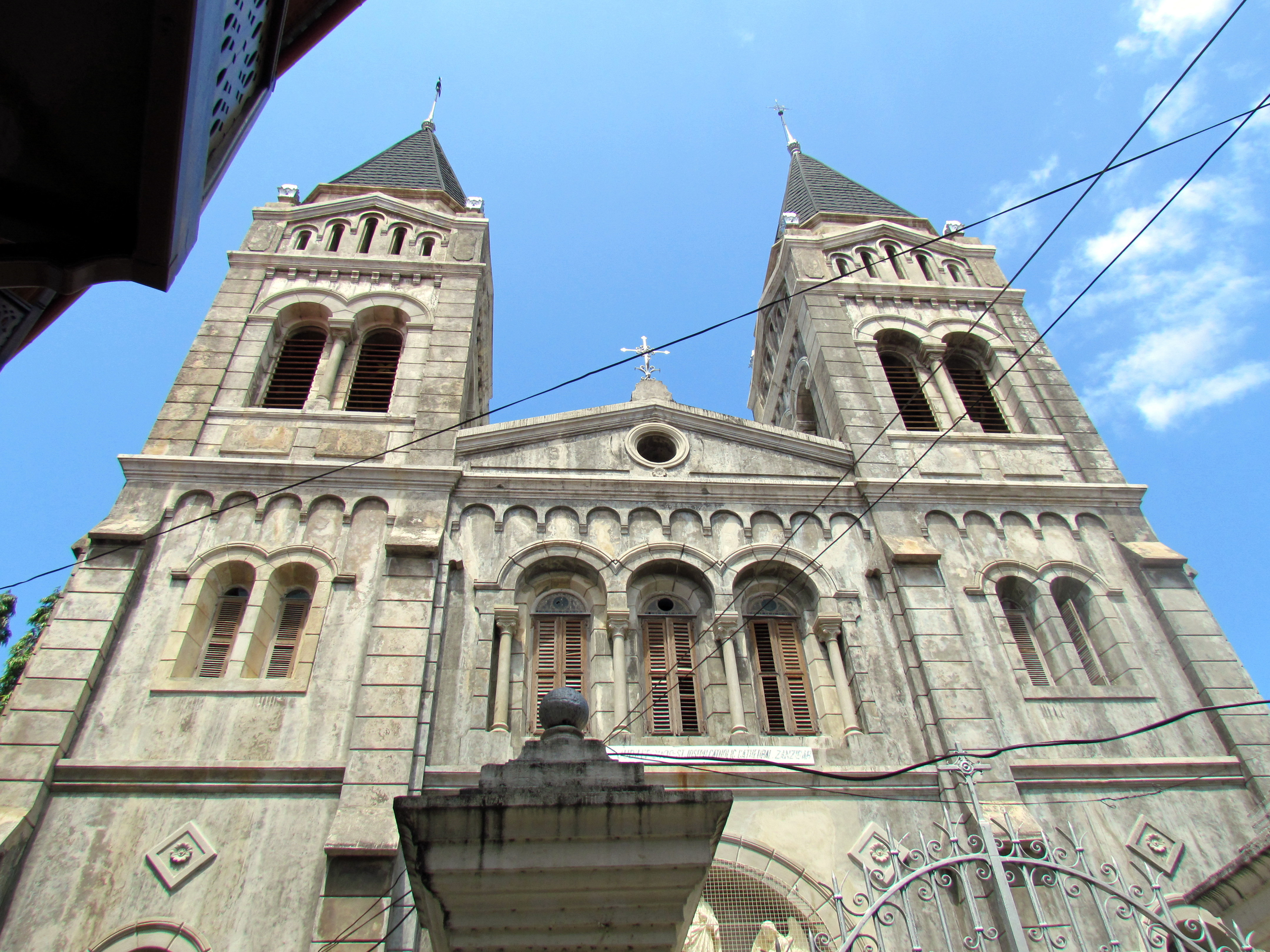
La Catedral Católica de San José en la isla de Zanzíbar

Los masái creen en el dios Engai y en su mesías Kindong_oi, progenitor de los sacerdotes de su credo. En la actualidad, y según se afirma, no existe sesgo religioso en la administración civil y política del país.
Según una estimación de 2014 del CIA World Factbook, el 61,4% de la población era cristiana, el 35,2% musulmana, el 1,8% practicaba religiones tradicionales africanas, el 1,4% no estaba afiliado a ninguna religión y el 0,2% seguía otras religiones. Casi toda la población de Zanzíbar es musulmana. De los musulmanes, el 16% son ahmadiyya, el 20% musulmanes aconfesionales, el 40% suníes, el 20% chiíes y el 4% sufíes.
Dentro de la comunidad cristiana, la Iglesia católica es el grupo más numeroso (51% de todos los cristianos). Entre los protestantes, el gran número de luteranos y moravos apunta al pasado misionero alemán del país, mientras que el número de anglicanos apunta a la historia misionera británica de Tanganica. Un número creciente ha adoptado el pentecostalismo, y los adventistas también tienen una presencia cada vez mayor debido a las actividades misioneras externas procedentes de Escandinavia y Estados Unidos, sobre todo durante la primera parte del siglo XX. Todos ellos han recibido alguna influencia en mayor o menor grado del movimiento Walokole (Renacimiento de África Oriental), que también ha sido terreno fértil para la propagación de grupos carismáticos y pentecostales.

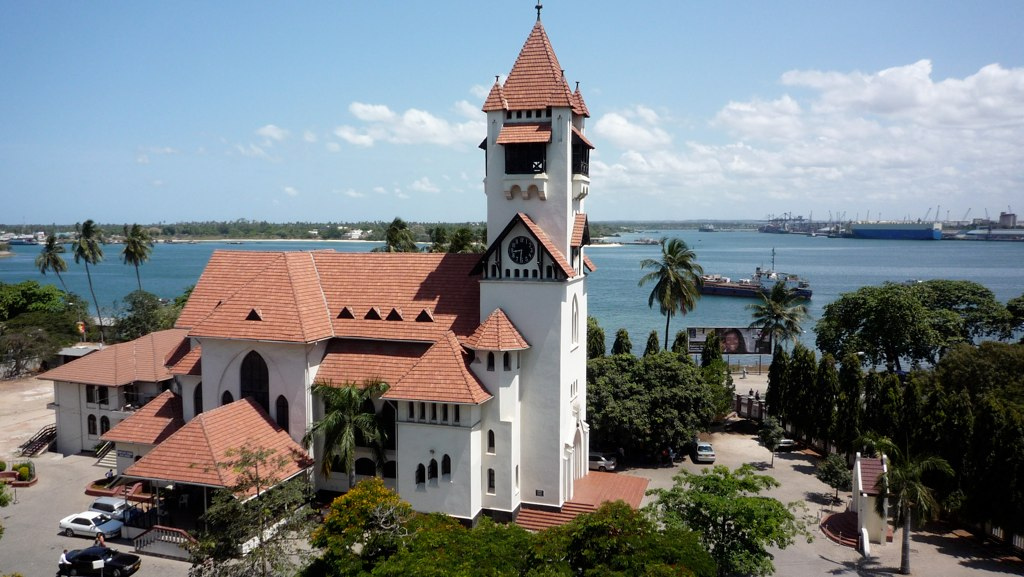
Una iglesia evangelica luterana en Dar es Salam

También hay comunidades activas de otros grupos religiosos, principalmente en el continente, como budistas, hindúes y bahá'ís.
La primera evangelización cristiana en Tanzania la llevaron a cabo misioneros agustinos portugueses que llegaron con Vasco da Gama y trajeron la Iglesia católica en 1499 a Zanzíbar. Aquí fundaron un convento, pero se limitaron a la asistencia religiosa de los cristianos europeos. La misión no duró mucho debido a la oposición de los musulmanes árabes y terminó en 1698 con la conquista de la isla por los árabes de Omán.
La segunda evangelización tuvo más éxito y fue lanzada por tres congregaciones religiosas: los Padres del Espíritu Santo, los Padres Blancos y los monjes benedictinos.
Los Padres del Espíritu Santo, bajo la dirección del padre Antoine Horner, fueron los primeros en llegar a Zanzíbar en 1863, y luego se dirigieron a Tanzania continental, a Bagamoyo, donde en 1868 abrieron aldeas de esclavos liberados por los británicos de manos de esclavistas árabes. En su labor evangelizadora, los espiritanos llegaron tan al norte como las laderas del monte Kilimanjaro. En 1862 se creó la Prefectura Apostólica de Zanzíbar.  Parar 2018, la Iglesia católica está presente en el territorio con siete sedes metropolitanas y 28 diócesis sufragáneas.

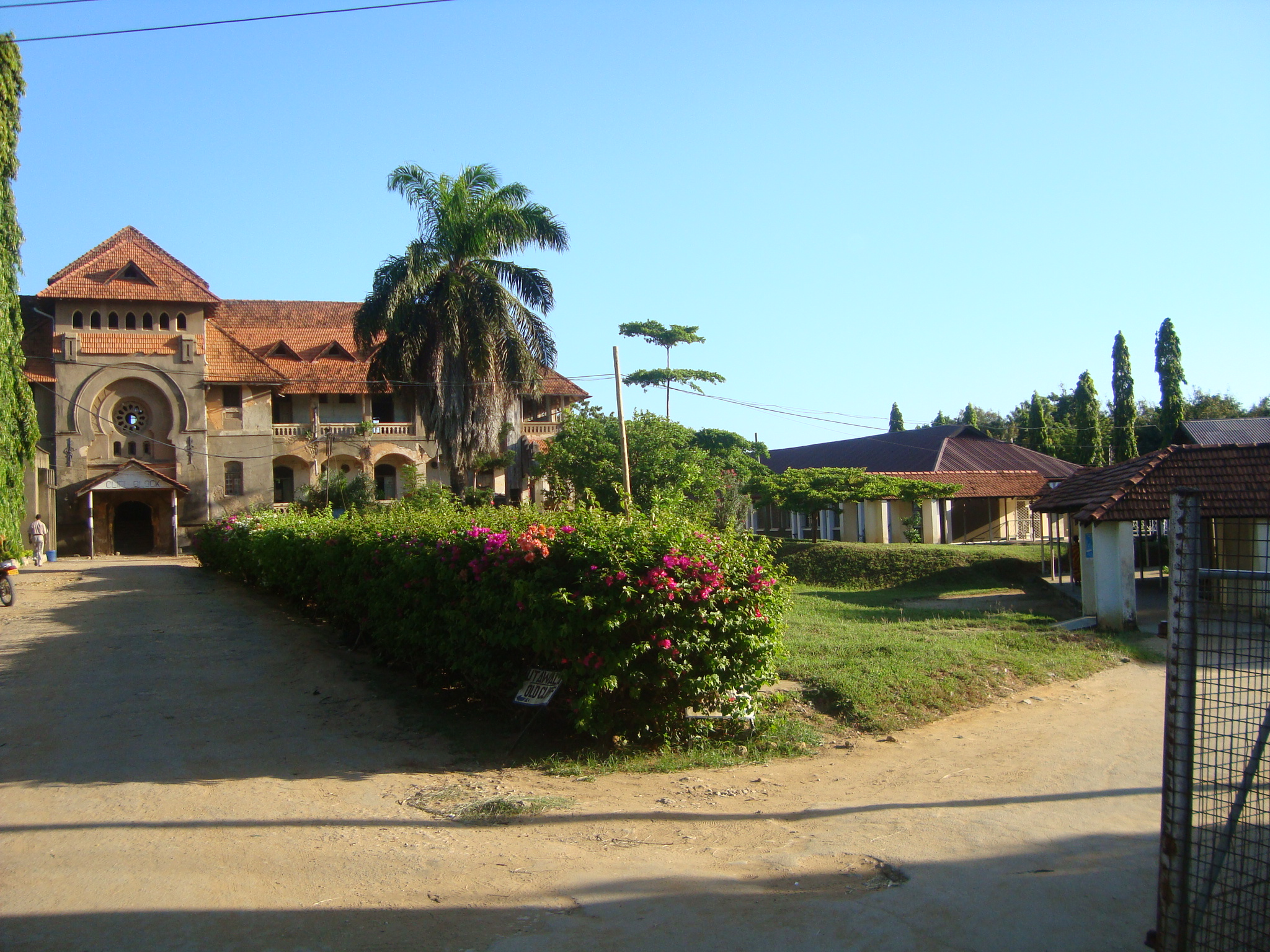
Hospital Regional de Bombo

### Salud
En 2012, la esperanza de vida al nacer era de 61 años. La tasa de mortalidad de menores de 5 años en 2012 era de 54 por cada 1000 nacidos vivos. La tasa de mortalidad materna en 2013 se estimaba en 410 por cada 100 000 nacidos vivos. La prematuridad y la malaria estaban empatadas en 2010 como la principal causa de muerte en niños menores de 5 años. Las otras causas principales de muerte de estos niños eran, en orden decreciente, la malaria, la diarrea, el VIH y el sarampión.

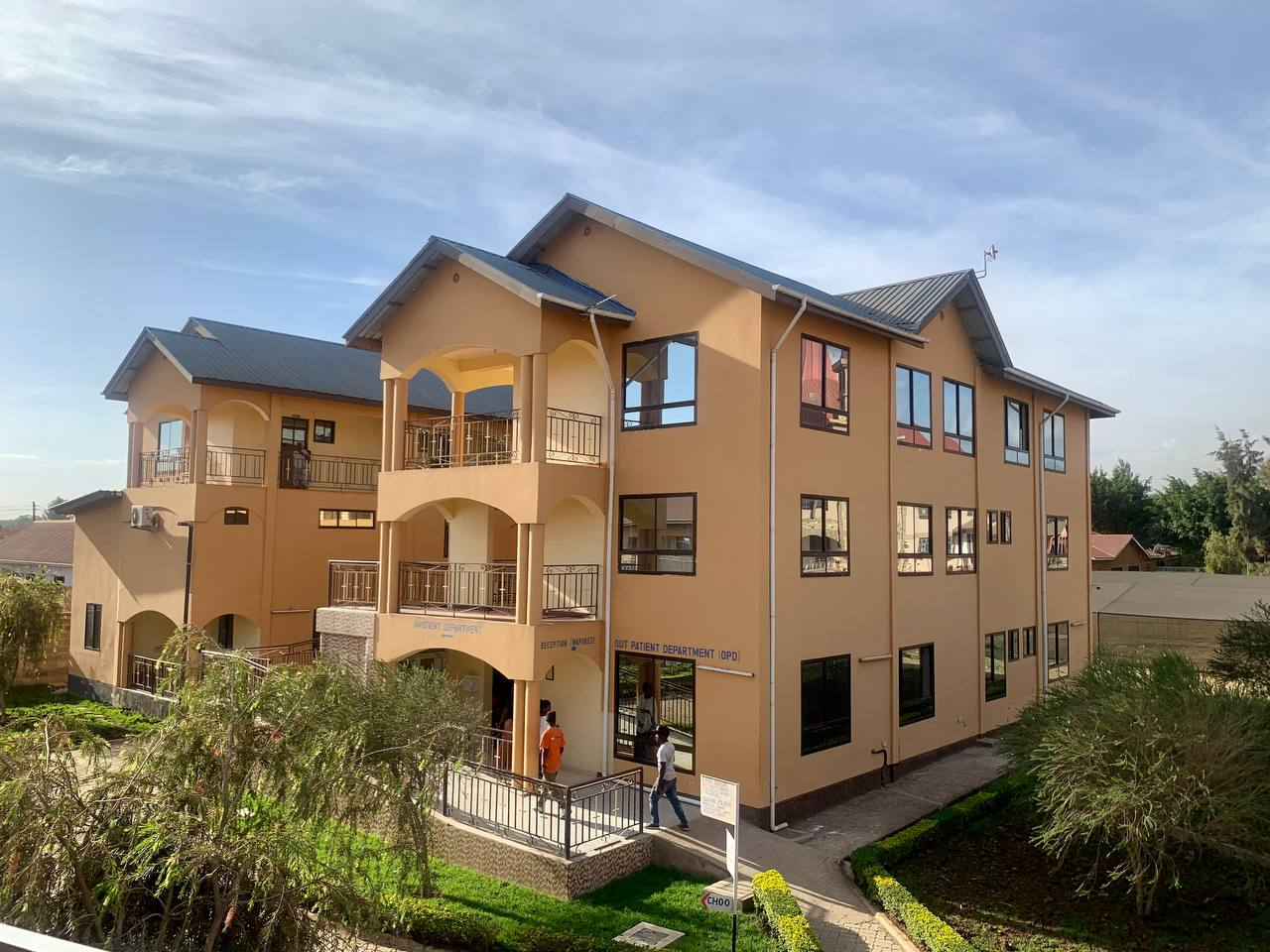
Centro de salud Patrick Peyton, una instalación sanitaria manejada por la Iglesia católica en Tanzania

El paludismo en Tanzania causa muertes y enfermedades y tiene un "enorme impacto económico". En 2008 se produjeron aproximadamente 11,5 millones de casos de paludismo clínico. En 2007-08, la prevalencia del paludismo entre los niños de 6 meses a 5 años era más alta en la región de Kagera (41,1%), en la orilla occidental del lago Victoria, y más baja en la región de Arusha (0,1%).
Según la Encuesta Demográfica y Sanitaria de Tanzania de 2010, el 15% de las mujeres tanzanas habían sufrido mutilación genital femenina (MGF) y el 72% de los hombres tanzanos habían sido circuncidados. La MGF es más común en las regiones de Manyara, Dodoma, Arusha y Singida, y es inexistente en Zanzíbar. La prevalencia de la circuncisión masculina era superior al 90% en las zonas oriental (regiones de Dar es Salaam, Pwani y Morogoro), septentrional (regiones del Kilimanjaro, Tanga, Arusha y Manyara) y central (regiones de Dodoma y Singida), e inferior al 50% solo en la zona de las tierras altas meridionales (regiones de Mbeya, Iringa y Rukwa).
Los datos de 2012 mostraron que el 53% de la población utilizaba fuentes de agua potable mejoradas (definidas como una fuente que "por la naturaleza de su construcción y diseño, es probable que proteja la fuente de la contaminación exterior, en particular de la materia fecal") y el 12% utilizaba instalaciones de saneamiento mejoradas (definidas como instalaciones que "probablemente separan higiénicamente los excrementos humanos del contacto humano", pero sin incluir las instalaciones compartidas con otros hogares o abiertas al uso público).

## Ciencia y tecnología
La primera "Política Nacional de Ciencia y Tecnología" de Tanzania se adoptó en 1996. El objetivo del documento gubernamental "Visión 2025" (1998) era "transformar la economía en una economía fuerte, resistente y competitiva, apoyada en la ciencia y la tecnología".Bajo el paraguas de la iniciativa "Una ONU", la UNESCO y los departamentos y organismos gubernamentales tanzanos formularon en 2008 una serie de propuestas para revisar la "Política Nacional de Ciencia y Tecnología". El presupuesto total de la reforma, de 10 millones de dólares, fue financiado por el fondo "Una ONU" y otras fuentes. La UNESCO apoyó la integración de la ciencia, la tecnología y la innovación en la nueva "Estrategia Nacional de Crecimiento y Reducción de la Pobreza" para el continente y Zanzíbar, a saber, Mkukuta II y Mkuza II, también en el ámbito del turismo.
La política científica revisada de Tanzania se publicó en 2010. Titulada "Política Nacional de Investigación y Desarrollo", reconoce la necesidad de mejorar el proceso de priorización de las capacidades de investigación, desarrollar la cooperación internacional en áreas estratégicas de investigación y desarrollo, y mejorar la planificación de los recursos humanos. También prevé la creación de un Fondo Nacional de Investigación. Esta política fue, a su vez, revisada en 2012 y 2013.

En 2010, Tanzania dedicó el 0,38% del PIB a investigación y desarrollo. La media mundial en 2013 fue del 1,7% del PIB. Tanzania contaba con 69 investigadores (en número de cabezas) por millón de habitantes en 2010. En 2014, Tanzania contaba con 15 publicaciones por millón de habitantes en revistas catalogadas internacionalmente, según la Web of Science de Thomson Reuters (Science Citation Index Expanded). La media del África subsahariana fue de 20 publicaciones por millón de habitantes y la media mundial de 176 publicaciones por millón de habitantes. Tanzania ocupó el puesto 90 en el Índice Global de Innovación en 2021, frente al puesto 97 en 2019.

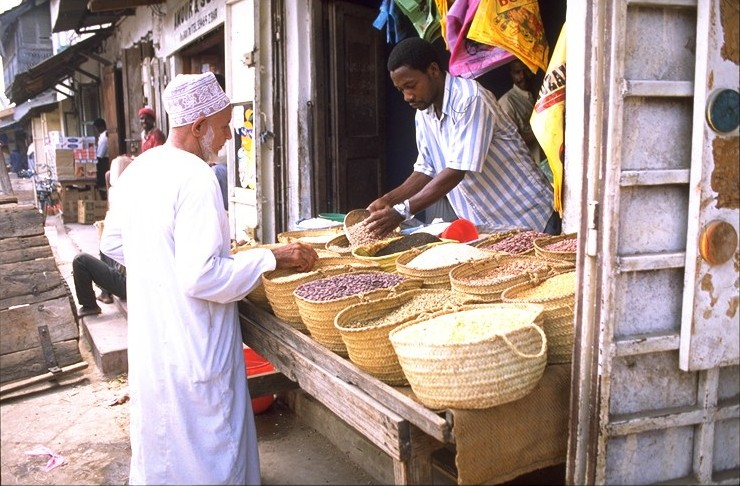
Zanzíbar.

## Cultura

### Etnias
De los cien o más grupos étnicos tanzanos, la mayoría son de origen bantú. La influencia árabe en las islas de Zanzíbar y Pemba se evidencia en sus gentes, mezcla de sirazíes (de procedencia iraní), árabes, comoerenses (originarios de las islas Comores) y bantú (la etnia predominante).
La población asiática constituye una minoría importante, especialmente en los pueblos y las ciudades. Los europeos (descendientes o expatriados), conforman una minoría más reducida y se concentra principalmente en Dar es-Salam. La mayor parte de los habitantes que no corresponde a los bantú, pertenece a los masái (cuya lengua es el nilótico), y pueblan la zona noreste del país.

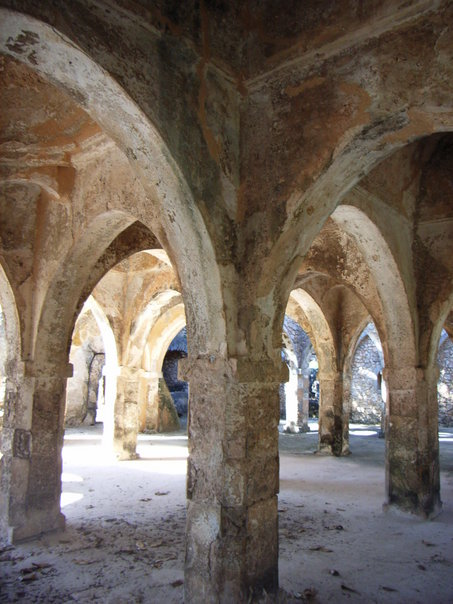
Sala de oración de la Gran Mezquita de Kilwa Kisiwani, declarada Patrimonio de la Humanidad.

### Música
La música y el baile tanzanos dominan gran parte de África oriental. De ritmo vigoroso y famoso por sus pegadizas letras, el son del suajili tanzano se mantiene vivo gracias al próspero mundo de las bandas musicales y la danza. Remmy Ongala constituye el nombre más conocido fuera del país.
En Zanzíbar radica el corazón de la destacable tradición poética y musical conocida con el nombre de taraab. La diosa de este cautivador estilo, Siti Bint Saad, fue la primera cantante africana que realizó grabaciones ya en el año 1928.
Freddie Mercury, el legendario cantante del grupo Queen, nació y pasó los primeros años de su vida en el país.

### Gastronomía
No existe una diferencia apreciable entre la comida keniana y la tanzana. Al igual que en Kenia, el choma (carne a la parrilla), se ha extendido por doquier, especialmente en restaurantes con servicio de bar.
Sin embargo, la costa, junto a las islas de Zanzíbar y Pemba, ofrece una selección decente de platos tradicionales suajili basados en el marisco. La bebida nacional es la cerveza Safari Lager, y el licor local puede definirse como un brebaje letal de ron blanco: el konyagi.

### Literatura
La cultura literaria de Tanzania es principalmente oral. Las principales formas literarias orales incluyen cuentos populares, poemas, adivinanzas, proverbios y canciones. La mayor parte de la literatura oral registrada en Tanzania es en suajili, aunque cada una de las lenguas del país tiene su propia tradición oral. La literatura oral del país ha ido disminuyendo debido a la ruptura de la estructura social multigeneracional, que dificulta la transmisión de la literatura oral, y a que la creciente modernización ha ido acompañada de la devaluación de la literatura oral.
Los libros en Tanzania suelen ser caros y difíciles de conseguir. La mayor parte de la literatura tanzana está en suajili o inglés. Entre las principales figuras de la literatura escrita tanzana se encuentran Shaaban Robert (considerado el padre de la literatura suajili), Muhammed Saley Farsy, Faraji Katalambulla, Adam Shafi Adam, Muhammed Said Abdalla, Peter K. Palangyo, Said Ahmed Mohammed Khamis, Mohamed Suleiman Mohamed, Euphrase Kezilahabi, Gabriel Ruhumbika, Ebrahim Hussein, May Materru Balisidya, Fadhy Mtanga, Abdulrazak Gurnah y Penina O. Mlama.
Algunos autores tanzanos escriben en inglés y no en suajili. La primera novela tanzana publicada en inglés fue Dying in the Sun (1968), de Peter Palangyo, considerada una de las obras más destacadas del modernismo africano de la época.
Al año siguiente, el novelista y académico Gabriel Ruhumbika publicó Village in Uhuru. Otros escritores en lengua inglesa son el cuentista Marti Mollel.
En 2021, el escritor británico Abdulrazak Gurnah, nacido en 1948 en el Sultanato de Zanzíbar y emigrado al Reino Unido en 1960, recibió el Premio Nobel de Literatura. Sus novelas escritas en inglés exploran "el impacto del colonialismo en la identidad de África Oriental y las experiencias de los refugiados cuando se ven obligados a buscar un hogar en otro lugar". Sus novelas ya habían sido preseleccionadas para el Premio Booker y el Premio de Escritores de la Commonwealth. Entre sus obras más conocidas figuran Paradise (1994), Desertion (2005) y Afterlives (2020).

## Deportes
El fútbol es muy popular en todo el país. Los clubes de fútbol profesional más populares de Dar es Salaam son el Young Africans F.C. y el Simba S.C. La Federación de Fútbol de Tanzania es el organismo rector del fútbol en el país.

Estadio nacional de Tanzania en Dar es-Salam

Otros deportes populares son el baloncesto, el netball, el boxeo, el voleibol, el atletismo y el rugby. El Consejo Nacional de Deportes, también conocido como Baraza la Michezo la Taifa, es el órgano rector del deporte en el país, dependiente del Ministerio de Información, Juventud, Deportes y Cultura.
Filbert Bayi y Suleiman Nyambui ganaron medallas de atletismo en los Juegos Olímpicos de Verano de 1980. Tanzania compite en los Juegos de la Commonwealth y en los Campeonatos Africanos de Atletismo.

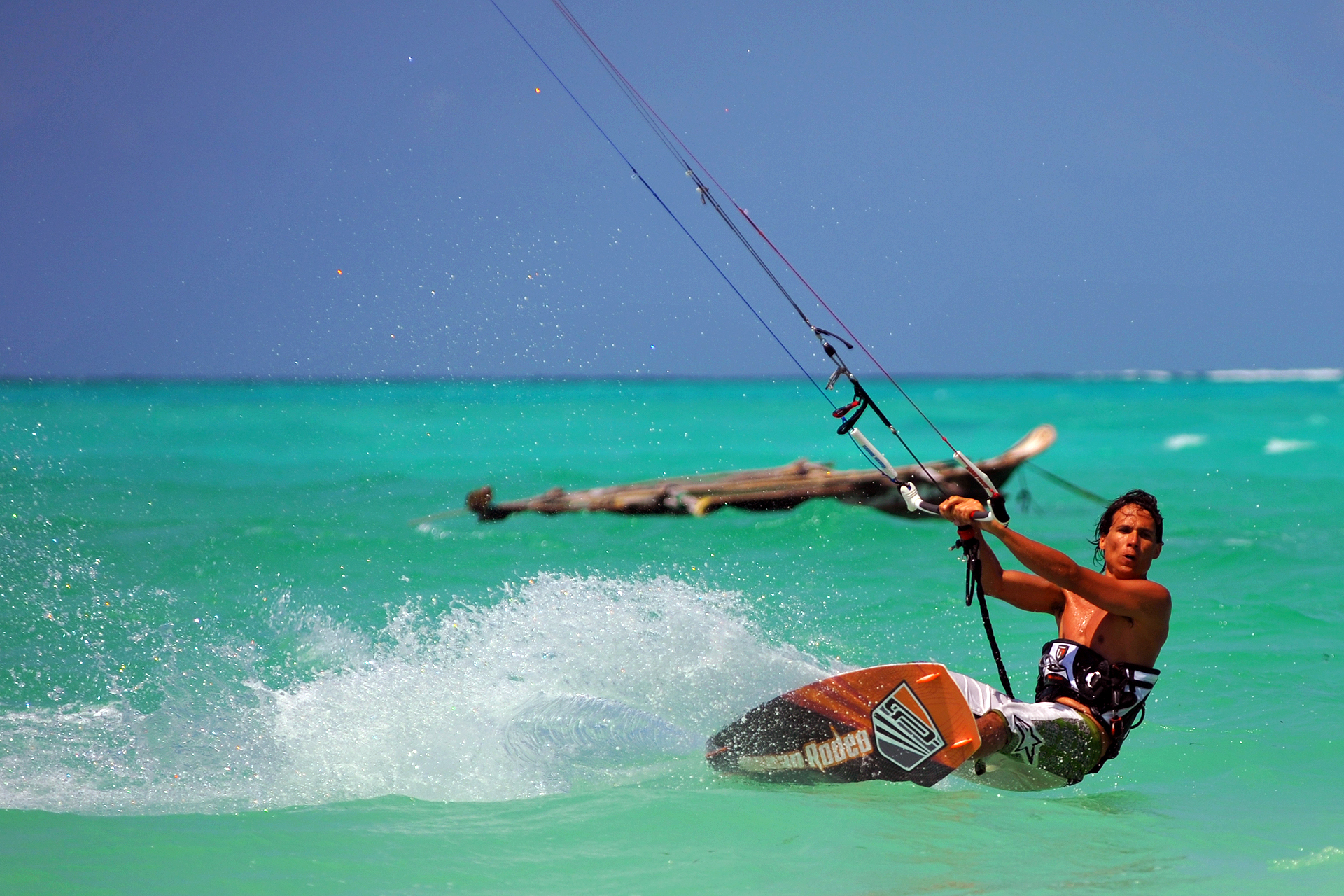
Kitesurfing en la isla de Zanzíbar en Tanzania

El fútbol se practica en todo el país, y los aficionados se dividen entre grandes clubes. El fútbol es el deporte más practicado en Tanzania, a pesar de los humildes resultados cosechados por la selección nacional. Hasta la fecha, nunca se ha clasificado para la Copa Mundial de la FIFA, pero ha participado en dos ocasiones en la Copa Africana de Naciones, en 1980 y en 2019. En ambas ocasiones terminaron últimos de su grupo.
También se juega al baloncesto, pero principalmente en el ejército y en las escuelas. Hasheem Thabeet es un jugador de origen tanzano de los Oklahoma City Thunder, el primer tanzano que juega en la NBA. El críquet es un deporte de rápido crecimiento en Tanzania tras acoger la cuarta división de la Liga de Críquet de la ICC en 2008; el equipo nacional terminó el torneo con una victoria.

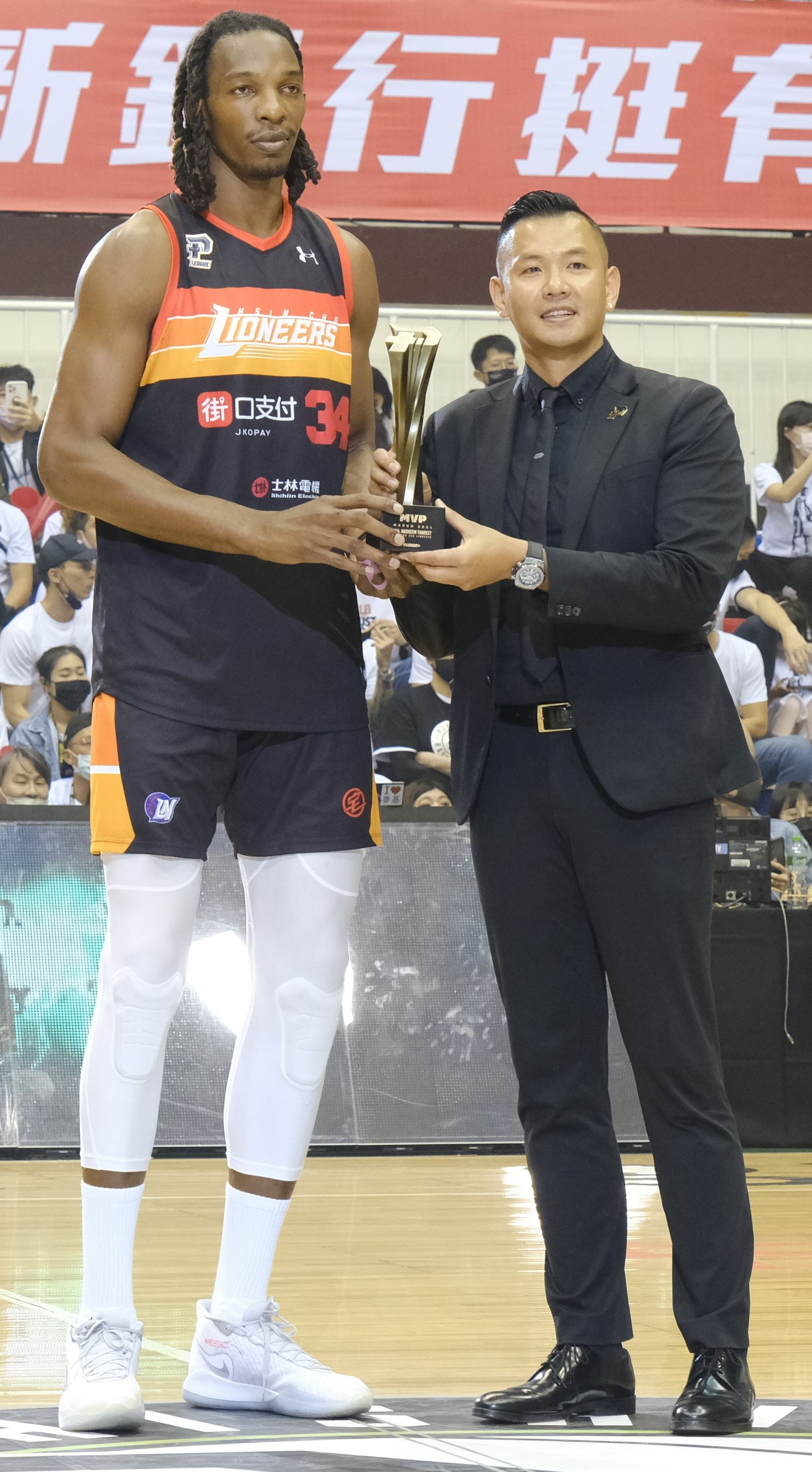
Hasheem Thabeet jugador de Baloncesto de Tanzania ha jugado en lugares como Estados Unidos y Taiwán

El rugby es un deporte menor en Tanzania. Tanzania cuenta ahora con una selección nacional, que antes formaba parte de la de África Oriental, pero se separó. Otros deportes menores pero en auge en Tanzania incluyendo al béisbol y al sóftbol. El béisbol tanzano fue introducido por el Sr. Shinya Tomonari, nacionalista japonés y presidente de la Asociación de Amigos del Béisbol Africano (AFAB), en enero de 2012. Desde entonces, este deporte se ha practicado con frecuencia en varias escuelas secundarias del país y el número de estudiantes participantes sigue aumentando.
El 12 de mayo de 2014, la Asociación de Béisbol y Softbol de Tanzania (TaBSA) se estableció y registró como la Asociación Deportiva Nacional (NSA) responsable de la administración, conducción, control, desarrollo y promoción del deporte del béisbol en Tanzania, tal y como reconocen el Consejo Nacional de Deportes (NSC), la Asociación Africana de Béisbol y Sóftbol (ABSA) y la Confederación Mundial de Béisbol y Softbol, la Federación Deportiva Internacional.